# Sofia
Cet article concerne la capitale de la Bulgarie. Pour les autres significations, voir Sofia (homonymie).
Sofia (en bulgare : София, Sofiya, /ˈsɔfijɐ/ ) est la capitale et la plus grande ville de la Bulgarie, à 590 m d'altitude au pied du mont Vitocha, non loin de l'Iskar.
Ses habitants, les Sofiotes (en bulgare : софиянци, sofiyantsi), représentent 17 % de la population du pays, plaçant Sofia au treizième rang des villes les plus peuplées de l'Union européenne[pas clair]. Sofia est également par sa population la quatrième ville des Balkans, après Istanbul, Athènes et Belgrade. Elle est à la fois le centre politique et culturel du pays, son principal centre d'échanges ainsi que son premier centre industriel, avec des activités sidérurgiques, métallurgique, de construction mécanique et de chimie. C'est également un centre universitaire depuis 1888.
La ville occupe une position géostratégique très importante dans la région, ce qui a largement contribué à son expansion démographique.

## Toponymie
La tribu thrace des Serdes, donna son nom au premier établissement urbain établi sur le site : Serdica au VIIe siècle av. J.-C. Puis les Bulgares l'appelèrent Stredets (la ville située au milieu). Les Byzantins la nommèrent Triaditsa.
En 1376, elle prit son nom actuel Sofia, d'après la basilique Sainte-Sophie.

## Géographie

### Situation

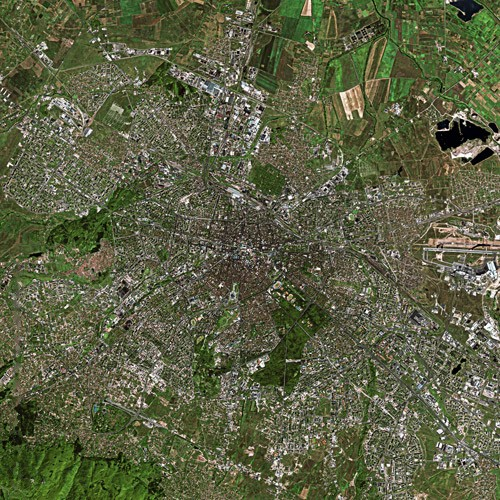
Sofia vue par le satellite Spot.

Sofia est située dans l'Ouest du pays. Le centre-ville se situe entre 550 m et 600 m d'altitude. 
Au sud de la ville se trouve le massif du Vitocha qui culmine à 2 290 m (Černi vrăh - Pic Noir) et qui est un lieu d'excursion apprécié des Sofiotes. À 25 km environ au nord de la ville commencent les montagnes des Balkans qui s'étendent d'ouest en est sur 500 km à travers toute la Bulgarie.
La ville est traversée par la rivière Iskar, affluent de la rive droite du Danube.

### Climat
Sofia connaît un climat continental, avec de grandes amplitudes dans une journée, et de grandes différences d'une année à l'autre. En effet, elle se situe à la limite des hivers sibériens que connaissent les pays de l'Est, et la clémence des hivers des pays méditerranéens. La Bulgarie jouit d'un climat complexe et Sofia en est un exemple frappant.
La température annuelle moyenne est de 10,6 °C et les précipitations annuelles moyennes sont de 581,8 mm.
Juillet et août sont les mois les plus chauds avec une température moyenne de 21 °C. Janvier et février sont les plus secs avec des précipitations moyennes de 33 et 31 mm.
Les précipitations les plus importantes sont en mai et juin avec respectivement 67 et 75 mm. Le mois le plus froid est celui de janvier avec une température moyenne de −0,5 °C
| Mois                              | jan. | fév.  | mars  | avril | mai   | juin  | jui.  | août  | sep.  | oct.  | nov.  | déc. | année |
| --------------------------------- | ---- | ----- | ----- | ----- | ----- | ----- | ----- | ----- | ----- | ----- | ----- | ---- | ----- |
| Température minimale moyenne (°C) | −3,9 | −2,9  | 0,8   | 5,4   | 9,8   | 13,2  | 15,1  | 14,9  | 11    | 6,6   | 1,4   | −2,4 | 5,8   |
| Température moyenne (°C)          | −0,5 | 1,1   | 5,4   | 10,6  | 15,4  | 18,9  | 21,2  | 21    | 16,5  | 11,3  | 5,1   | 0,7  | 10,6  |
| Température maximale moyenne (°C) | 3,4  | 5,6   | 10,6  | 16,2  | 21,1  | 24,7  | 27,3  | 27,5  | 22,9  | 17,1  | 9,7   | 4,3  | 15,9  |
| Ensoleillement (h)                | 87,8 | 114,3 | 159,6 | 182,2 | 229,6 | 257,7 | 302,1 | 288,3 | 220,1 | 163,6 | 105,5 | 66,1 | 2 177 |
| Précipitations (mm)               | 33,2 | 31,5  | 38,1  | 50,7  | 67    | 75,4  | 52,6  | 57,6  | 45,7  | 45    | 43,3  | 41,7 | 581,8 |

| Diagramme climatique                                  |             |             |             |           |              |              |              |            |           |            |             |
| J                                                     | F           | M           | A           | M         | J            | J            | A            | S          | O         | N          | D           |
| 3,4−3,933,2                                           | 5,6−2,931,5 | 10,60,838,1 | 16,25,450,7 | 21,19,867 | 24,713,275,4 | 27,315,152,6 | 27,514,957,6 | 22,91145,7 | 17,16,645 | 9,71,443,3 | 4,3−2,441,7 |
| Moyennes : • Temp. maxi et mini °C • Précipitation mm |             |             |             |           |              |              |              |            |           |            |             |

### Divisions administratives
La ville de Sofia (Sofia-Grad), c.-à-d. Sofia - région capitale, est l'une des 28 régions (en bulgare област 'région', Pl. области) de Bulgarie. L'agglomération de Sofia inclut 3 villes satellites et 34 villages. Elle est composée de 24 rayons (arrondissements) :
1. Bankya (Банкя)
2. Vitocha (Витоша)
3. Vrabnitsa (Връбница)
4. Vazrajdané (Възраждане)
5. Izgrev (Изгрев)
6. Ilinden (Илинден'')
7. Iskar (Искър)
8. Krasna polyana (Красна поляна)
9. Krasno selo (Красно село)
10. Krémikovtsi (Кремиковци)
11. Lozenets (Лозенец)
12. Luline (Люлин)
13. Mladost (Младост)
14. Nadéjda (Надежда)
15. Novi Iskar (Нови Искър)
16. Ovtcha koupèl (Овча купел)
17. Oborichté (Оборище)
18. Pantcharèvo (Панчарево)
19. Podouyané (Подуяне)
20. Serdica (Сердика)
21. Slatina (Слатина)

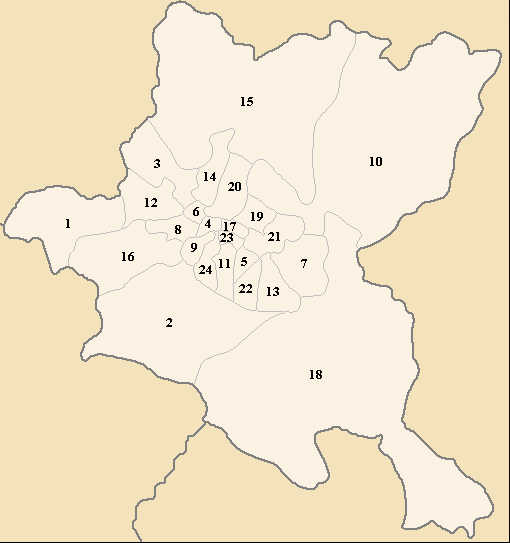
Les districts de Sofia

22. Stoudentski grad (Студентски град)
23. Srèdéts (Средец)
24. Triaditsa (Триадица)

## Démographie
En 1887, Sofia compte 20 000 habitants. En 1910, la population de la capitale atteint le chiffre de 100 000 accédant au statut de grande ville. La population de la ville augmente très rapidement à cette époque : elle est multipliée par quinze entre 1879 et 1939.
En 1946, la ville compte un demi-million d'habitants, ce chiffre double en 1975. Entre 1990 et 2001, la population a diminué à la suite d'une crise économique entre 1991 et 1997, cette diminution brusque étant due principalement à l'émigration, et à la baisse considérable de la natalité, un des taux les plus bas du monde. La population s'est stabilisée depuis.
Le taux de fécondité était de 1,26 enfant par femme en 2012, en déclin en comparaison de 1,28 en 2011, 1,39 en 2010 et de 1,43 en 2009.
| Année             | Habitants |
| ----------------- | --------- |
| 31 décembre 1887  | 20 856    |
| 31 décembre 1892  | 30 928    |
| 31 décembre 1900  | 46 593    |
| 31 décembre 1905  | 82 621    |
| 31 décembre 1910  | 102 812   |
| 31 décembre 1920  | 154 025   |
| 31 décembre 1926  | 213 002   |
| 31 décembre 1934  | 287 095   |
| 31 décembre 1939  | 300 000   |
| 31 décembre 1946  | 530 168   |
| 1er décembre 1956 | 725 838   |

| Année             | Habitants |
| ----------------- | --------- |
| 1er décembre 1965 | 894 604   |
| 1er décembre 1975 | 1 066 299 |
| 4 décembre 1985   | 1 201 719 |
| 4 décembre 1992   | 1 190 126 |
| 1er mars 2001     | 1 177 577 |
| 31 décembre 2008  | 1 162 898 |
| 31 décembre 2010  | 1 201 448 |
| 31 décembre 2015  | 1 231 981 |
| 31 décembre 2016  | 1 323 637 |

## Voies de communication et transports

### Transports en commun

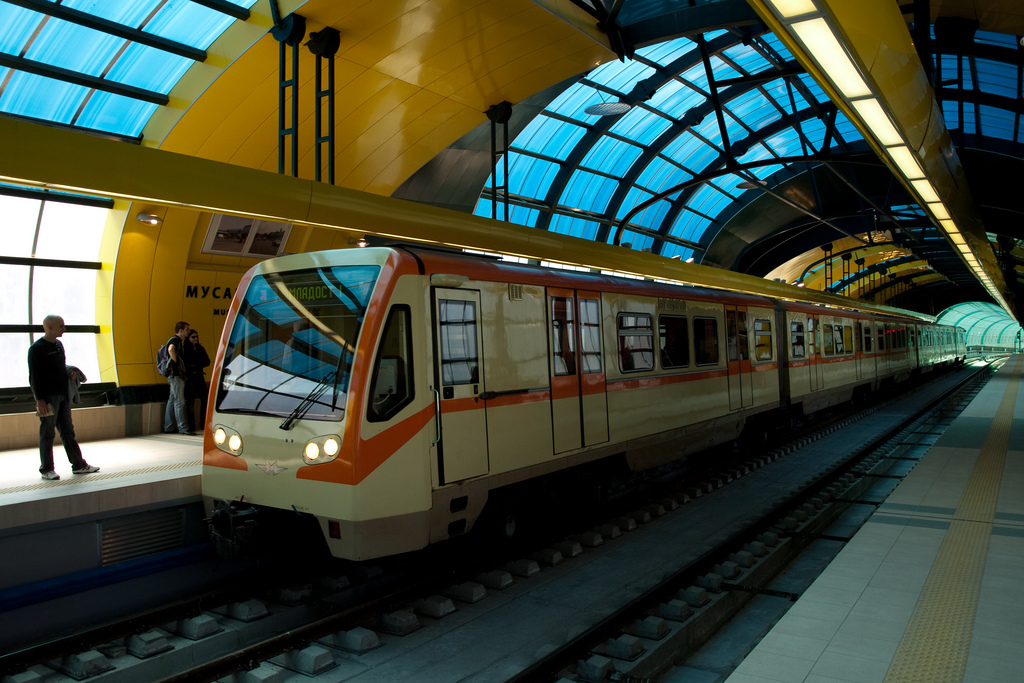
Station de métro Moussagenitsa.

Sofia possède toutes sortes de transports publics. Ces dernières années[Depuis quand ?], une modernisation des véhicules a été entreprise. Les quatre lignes de métro sont dotées de 47 stations sur un parcours de 52 km de longueur, traversant le centre-ville. La ligne 4 est connectée avec l'Aéroport de Sofia. Le réseau de bus, assez moderne, dessert aussi bien les parties centrales de la ville que les banlieues. Les lignes du tramway restent le moyen de transport le plus utilisé dans les parties de la ville non desservies par le métro ou affectées par de fréquents embouteillages.
Le réseau de transport de Sofia est supervisé par le Centre de la mobilité urbaine ("Център за градска мобилност" ЦГМ ЕАД).
La gare centrale de Sofia dessert les principales villes de Bulgarie, ainsi que plusieurs destinations dans les pays limitrophes.

## Urbanisme

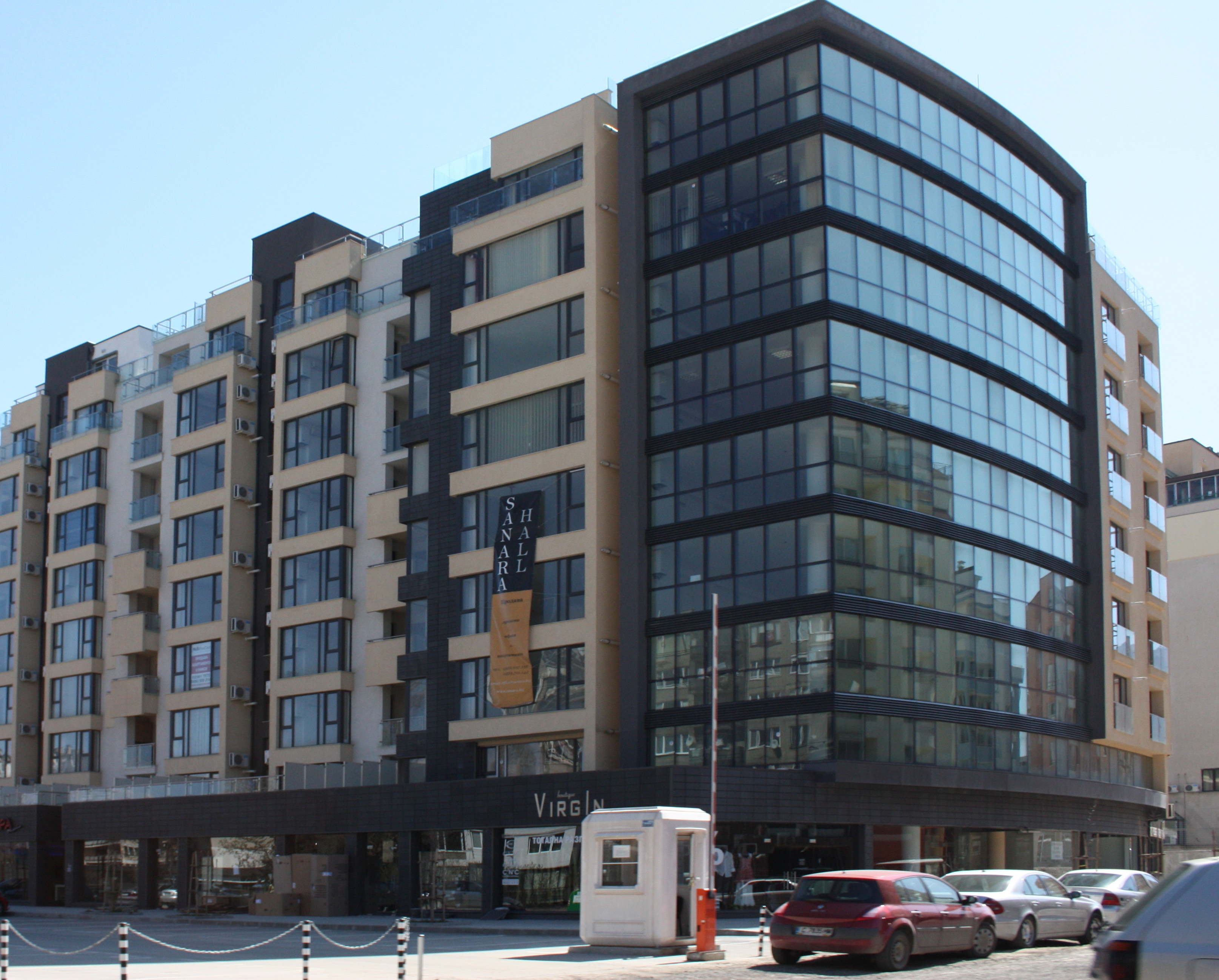
Pendant le "boom des constructions", de nouveaux bâtiments ont été bâtis comme celui-ci dans le quartier de Borovo.

La ville de Sofia connut un développement rapide à partir de la fin du XIXe siècle du fait de l'essor de l'industrialisation et de l'indépendance de la Bulgarie dont elle devint la capitale politique, économique et culturelle. Un plan d'urbanisme fut établi en 1881-1882 suivi de la construction de bâtiments en briques et de voies se coupant à angle droit.
Les constructions ont débordé le cadre de la vieille ville turque. On reconnait les périodes de construction à travers l’aspect des différents quartiers. Les espaces urbanisés les plus récents se caractérisent par de longues perspectives plantées, bordées d'immeubles d'une dizaine d'étages ou plus.
Le quartier Largo a été construit dans les années 1950 en pur style stalinien.

## Sports
- La ville compte plusieurs clubs de football. Les quatre principaux clubs, le Levski Sofia, le CSKA Sofia, le Lokomotiv Sofia et le PFC Slavia Sofia, ont tous remporté à plusieurs reprises le championnat de Bulgarie de football.
- En 2011 l'arène  Arena Armeets Sofia a été ouverte par le premier ministre bulgare Boiko Borisov et qui est la plus grande et moderne en Bulgarie avec ses 12 395 places. En 2012, les qualification de volley-ball pour les Jeux olympiques à Londres se sont déroulées à Sofia. On peut y pratiquer de nombreux sports, notamment le basket-ball ou le tennis, et des concerts s'y déroulent également, la capacité pouvant être modulée jusqu'à 19 000 places.

## Histoire

### Préhistoire
La région est le lieu d'une implantation humaine ancienne, remontant au néolithique (début du Ve millénaire av. J.-C.). Les traces de plusieurs villages de cette époque ont été découvertes dans la région. Des vestiges du chalcolithique ont été découverts dans le centre-ville.
Le principal établissement de la tribu thrace des Serdes se trouvait sur l'emplacement de l'actuelle Sofia ; leur culture semble marquée par une forte influence des Celtes.

### Antiquité

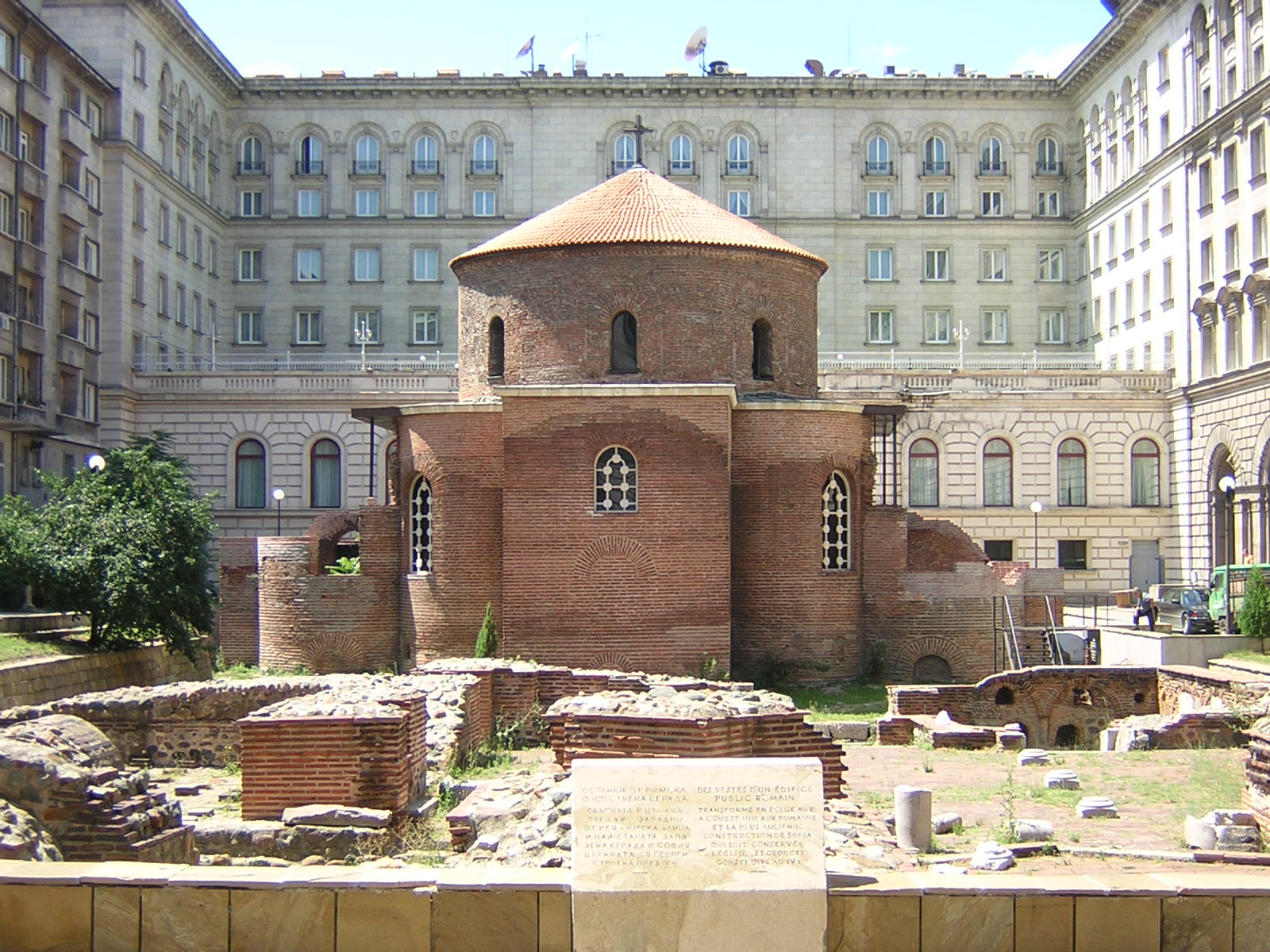
L'église Saint-Georges du IVe siècle, connue aussi comme la Rotonde.

La région est conquise par les Romains, en 29 de l’ère chrétienne, qui font de Serdica la capitale de la province de Dacie. Au IIIe siècle, sous Aurélien, les Romains ont bâti d'épaisses murailles autour de la ville de Serdica, capitale de la Dacie intérieure et importante étape sur la route romaine de Naissus (actuelle Niš, Serbie) à Byzantium (actuelle Istanbul, Turquie). En 311, l'empereur romain Galère y signe un édit de tolérance qui met fin à la persécution des chrétiens.
En 441, la ville est prise et pillée par les Huns. Elle est rebâtie par l'empereur byzantin Justinien, sous le nom de Triaditsa.

### Moyen Âge

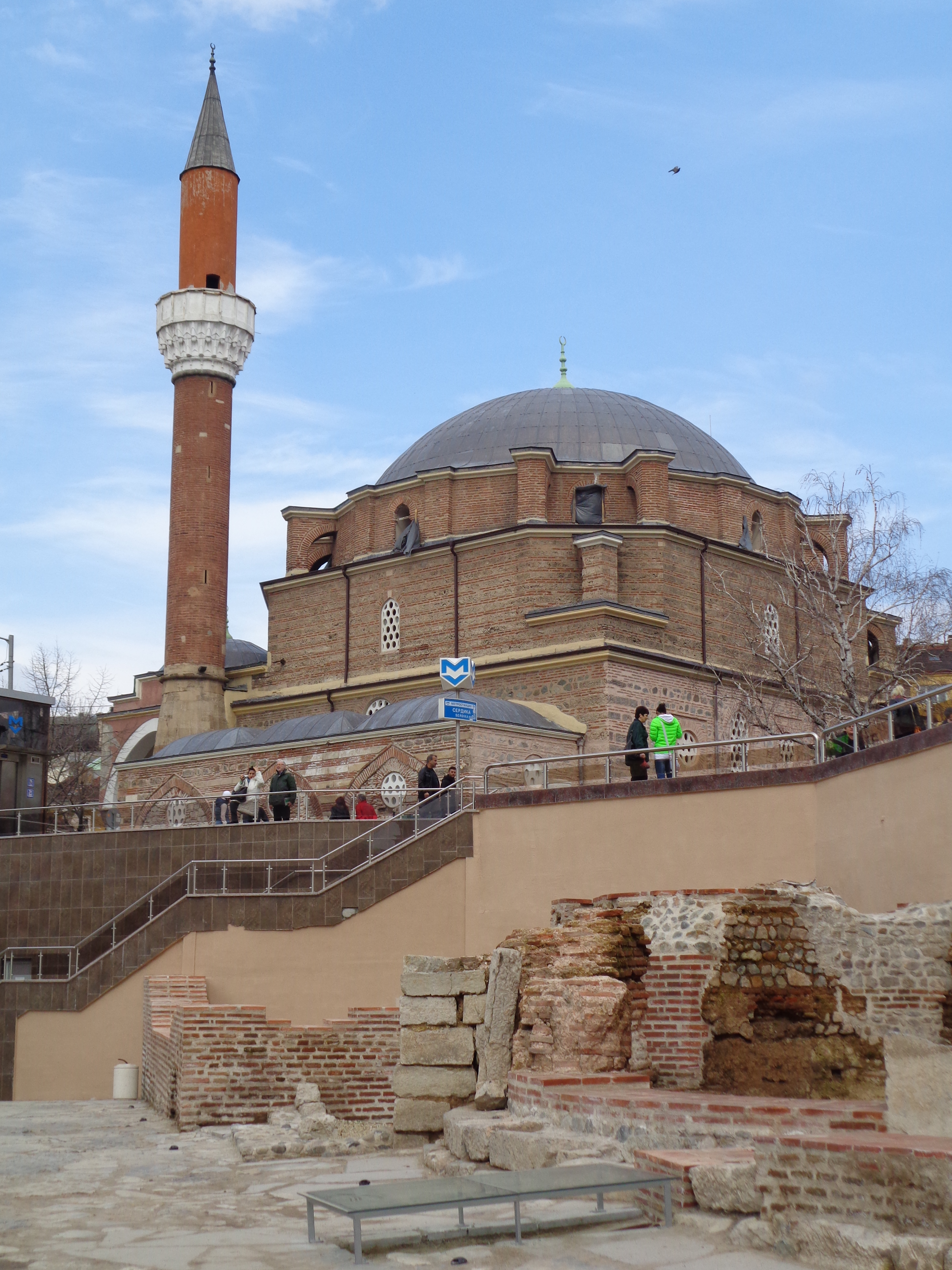
La mosquée Bania Bachi (XVIe siècle) et les vestiges de la ville antique de Serdica

En 809, la ville est conquise par les Bulgares et elle reçoit le nom de Sredets. Elle est rapidement considérée comme l'une des plus importantes villes féodales et un prome stratégique (?) lui est assigné sous le premier Empire bulgare.
En 1096, les chevaliers francs du comte de Vermandois et ceux du comte de Toulouse stationnent en cantonnement à Sofia, lors de la première croisade.
Au sud de Sofia, au pied du mont Vitocha, se trouve l'église de Boyana dont les fresques qui remontent au milieu du XIIIe siècle sont un des vestiges culturels bulgares et européens les plus importants.
En 1382, elle est prise par les Ottomans qui en font la capitale de la province de Roumélie.

### Époque moderne
À l'époque moderne, sous la domination ottomane, la ville est une des résidences du beylerbey de la vaste province de Roumélie, un des plus hauts dignitaires de l'Empire. Cependant, elle décline au XVIIIe siècle quand les pachas choisissent de résider à Monastir. Elle devient une petite capitale provinciale sans grand rayonnement. La mosquée Bania Bachi, construite en 1567, est un des rares vestiges de cette période.
Adolphe Blanqui, qui visita Sofia en 1841, qualifiera la ville de « sale et infecte », et donne un tableau saisissant des humiliations auxquelles les chrétiens y étaient exposés.

### Époque contemporaine

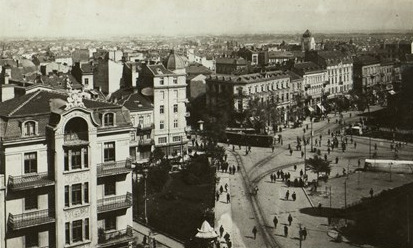
La place Sainte-Nédélia dans les années 1930.

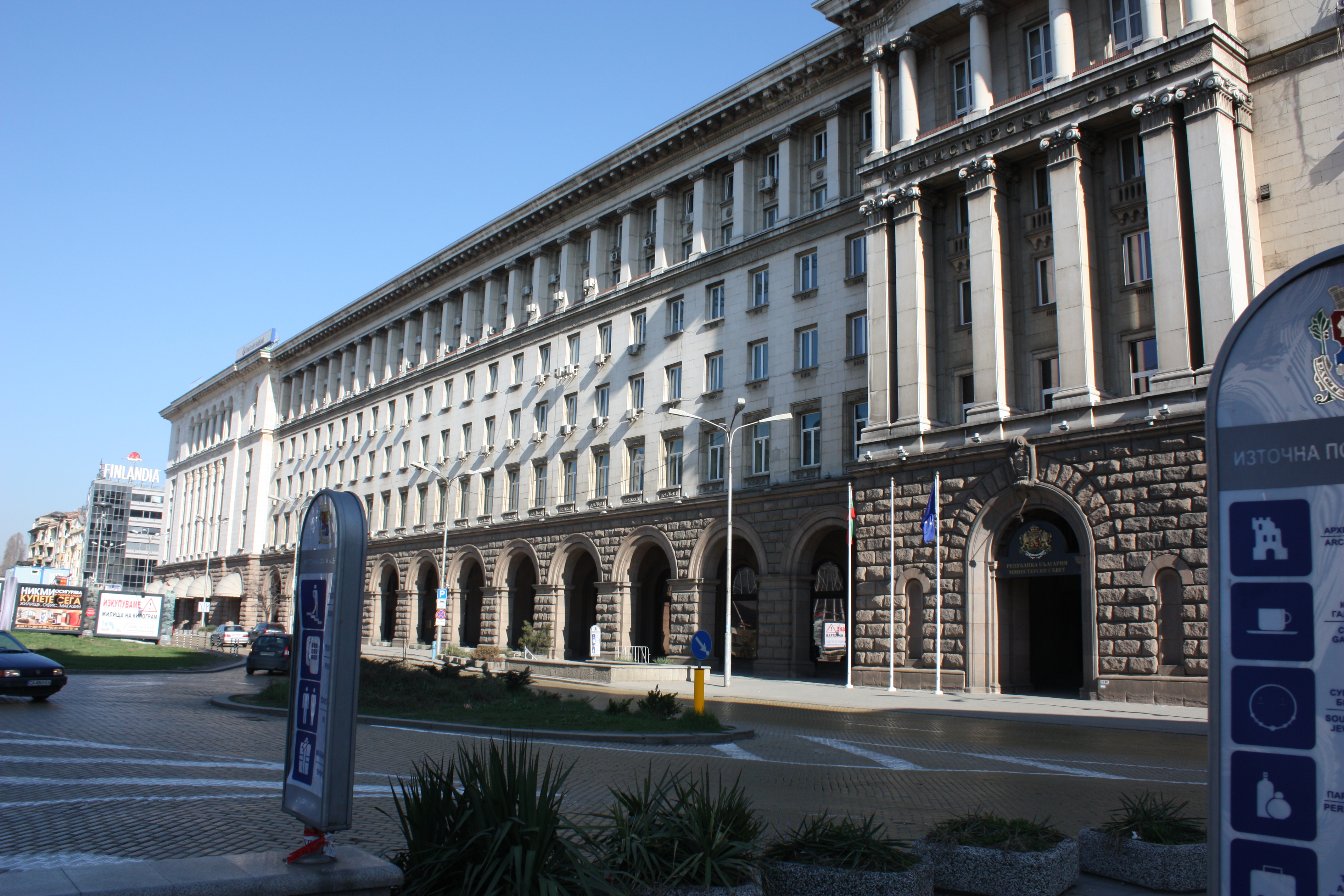
La présidence du Conseil des ministres, construite dans les années 1950.

En 1879, à la suite de la guerre russo-turque de 1877-1878, Sofia devient la capitale de la principauté de Bulgarie. Elle change alors rapidement de visage, se transformant en métropole occidentale moderne.
Les plans établis en 1881-1882 sont suivis d'une période de construction de bâtiments en briques et de voies de circulation. Plusieurs bâtiments et parcs dans l'actuel centre-ville remontent à cette époque. 
À la suite de l'armistice de Thessalonique du 29 septembre 1918, les troupes françaises stationnent aux portes de Sofia pendant près de deux ans.
La ville est marquée par plusieurs attentats anarchistes et communistes dont celui de la cathédrale Sainte-Nédélia en 1925. En septembre 1944, Sofia est libérée par les troupes de l'Armée rouge commandées par le maréchal Tolboukhine.
Sous le régime communiste (9 septembre 1944 - 10 novembre 1989), Sofia reste le principal centre politique, économique, culturel, scientifique et universitaire de la Bulgarie, dont témoigne l'ensemble architectural Largo.
En 1990, le conseil municipal approuve l'emblème de Sofia et sa devise : « Grandis mais ne vieillis pas ». En 1992, le gouvernement choisit, en l'honneur de sainte Sophie la Martyre, le 17 septembre comme jour de la ville de Sofia. Le drapeau de la municipalité de Sofia est consacré le même jour.

## Patrimoine
- Basilique Sainte-Sophie de Sofia
- Église Saint-Georges

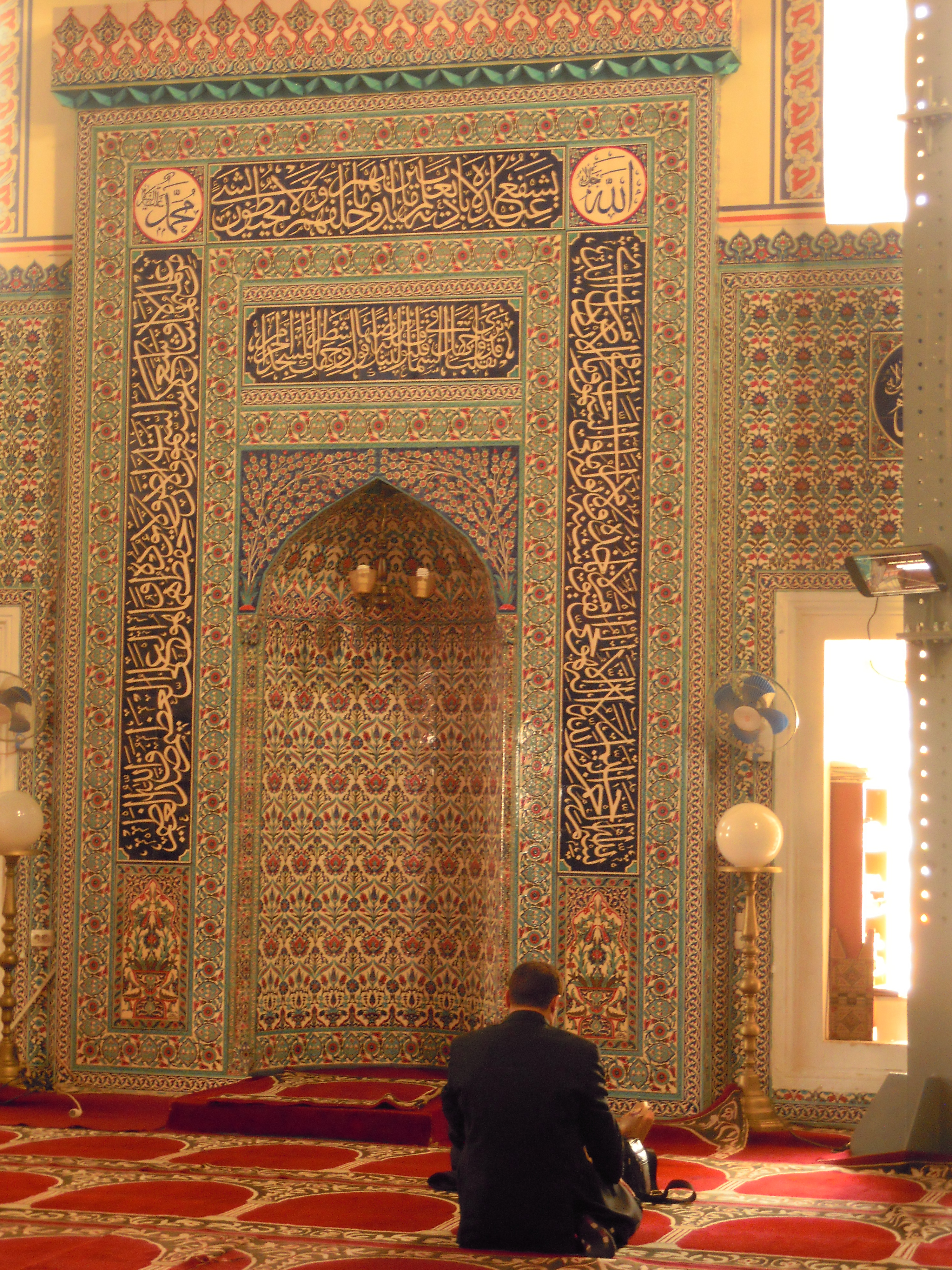
Intérieur de la mosquée Bania Bachi.

- Mosquée Bania Bachi (Mosquée des bains, car proche du bain minéral central)
- Cathédrale Alexandre-Nevski
- Cathédrale Sainte Nédélia
- Galerie nationale d'art
- Église russe Saint-Nicolas
- Eglise de Boyana
- Eglise Catholique Saint Joseph
- Eglise réformé unifiée
- Synagogue de Sofia
- Palais de justice de Sofia

### Patrimoine religieux

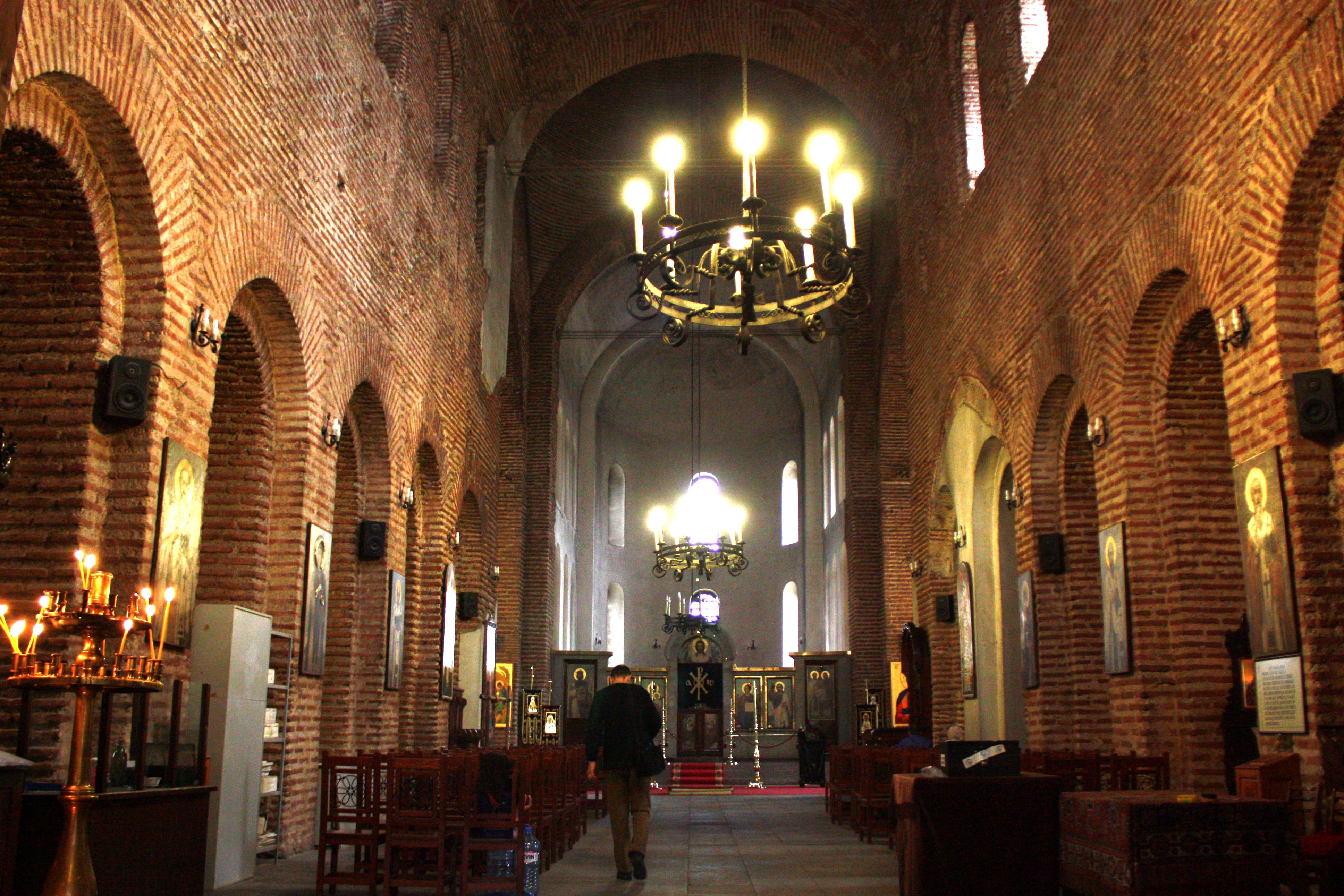
La basilique Sainte-Sophie, qui a donné son nom à la capitale.

#### Basilique Sainte-Sophie
C'est la plus grande basilique byzantine, construite en dehors de Constantinople au VIe siècle, du temps de Justinien. Elle fut transformée en mosquée par les Ottomans puis est redevenue une église orthodoxe à la fin du XIXe siècle, après la libération de la Bulgarie du joug ottoman.

#### Église Saint-Georges
C'est la plus ancienne église de Sofia dont la construction remonte au Ve siècle. La rotonde Saint-Georges date du VIe siècle. Elle est située dans une cour entourée de ruines romaines. Elle fut transformée en mosquée sous l’occupation ottomane avant de devenir un musée après la libération de la fin du XIXe siècle. On peut y voir trois couches de fresques, la plus ancienne datant du Xe siècle.

#### Église de Boyana
Inscrite en 1979 sur la liste du patrimoine mondial.

#### Mosquée Bania Bachi
C'est l'une des plus anciennes mosquées d'Europe dont la construction remonte au XVIe siècle.
C'est Mimar Sinan qui en fut l'architecte à l'époque ottomane.
C'est la seule mosquée de Sofia encore utilisée par les musulmans de la ville.

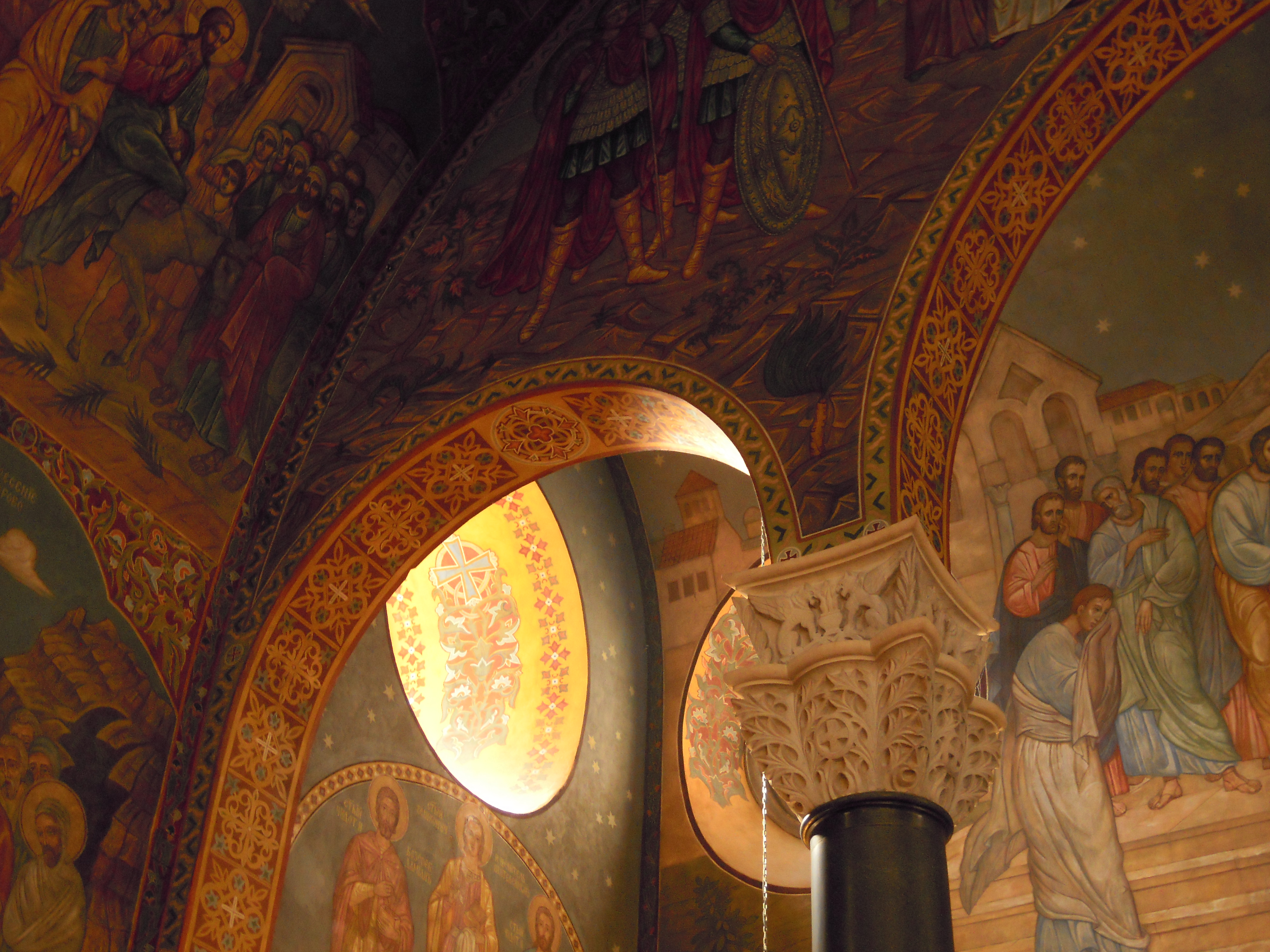
La cathédrale de Sainte-Nédélia.

#### Cathédrale Saint Alexandre Nevski
Construite entre 1882 et 1912 dans le style byzantin, typique des églises russes du XIXe siècle, la cathédrale mesure 76 mètres de long et 53 mètres de large et peut contenir jusqu’à 7 000 personnes. Certains des plus grands artistes russes et bulgares de l’époque ont travaillé sur l’intérieur de la cathédrale (5 ailes et 3 autels).
À l’intérieur, on retrouve : marbres de Sienne et de Carrare dans l’entrée, mosaïques vénitiennes et peintures murales dramatiques comme « le jour du jugement ». Les impressionnants dômes extérieurs furent couverts de feuilles d’or, dons de l'URSS en 1960.

#### Musée d'art sacré
La crypte de la cathédrale Saint Alexandre Nevski abrite la collection d'art orthodoxe de la Galerie nationale des beaux-arts. Elle présente surtout l’art de l’icône. La collection couvre d'objets et d’œuvres d'art  allant du IVe siècle, date de l'adoption du christianisme comme religion officielle dans l'Empire romain à la Renaissance bulgare des XVIIIe et XIXe siècles.

### Monuments patriotiques

#### Monument au tsar libérateur

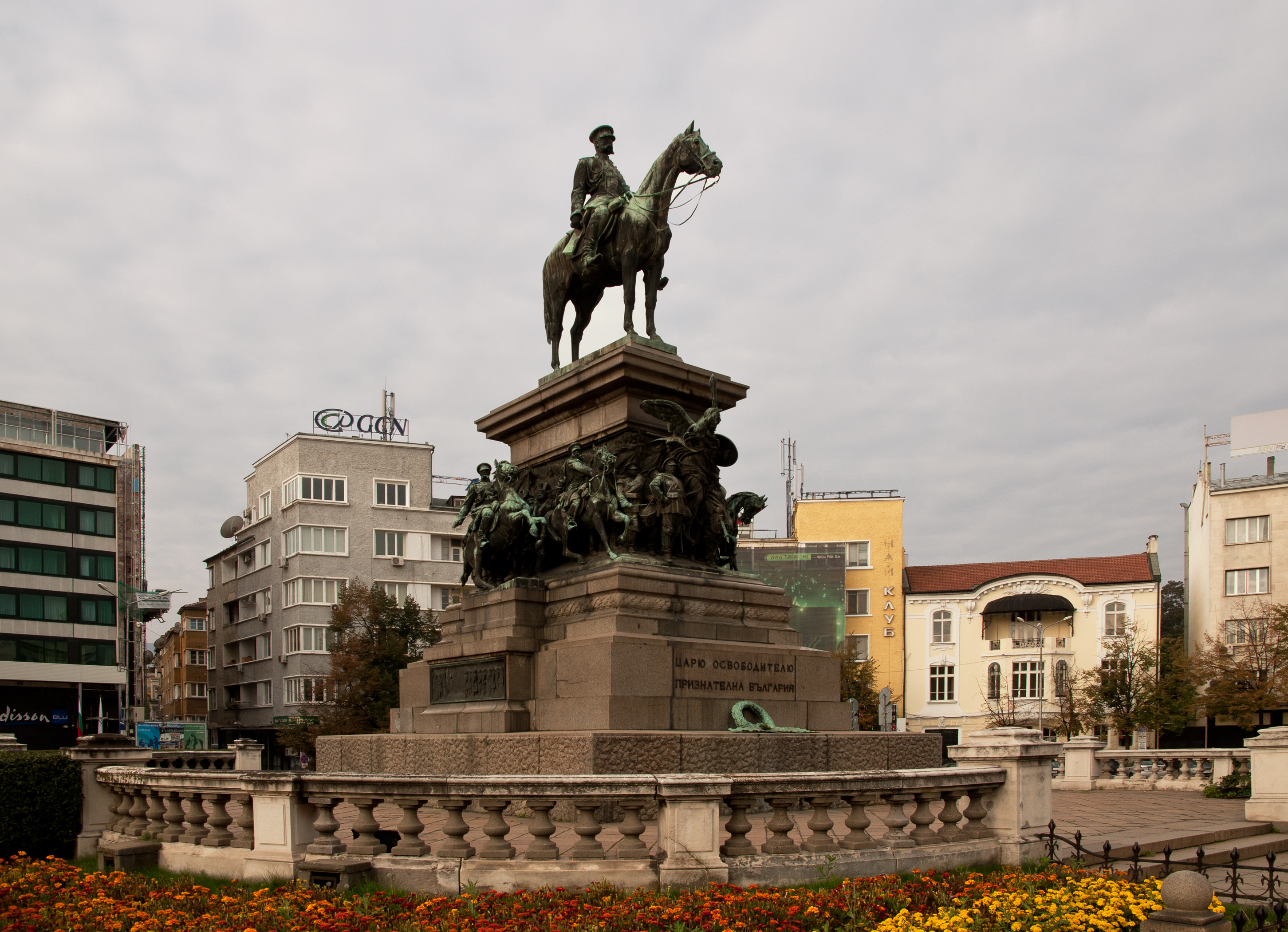
Monument au Tsar libérateur, Alexandre II.

Le monument au tsar libérateur (Tsar Osvoboditel) est une statue équestre du tsar de Russie Alexandre II. La statue fut élevée en remerciement au tsar et ses troupes qui ont libéré la Bulgarie de la domination ottomane en 1878.
La statue de bronze mesure 14 mètres et est l’œuvre de l’Italien Arnoldo Zocchi.

#### Monument à Vasil Levski
Le monument à Vasil Levski, au milieu d’un rond-point animé est un obélisque marquant l’endroit où fut pendu en 1873 le révolutionnaire Vasil Levski par la Police ottomane.

#### Flamme du Soldat inconnu
À l’extérieur de Sainte Sophie brûle la Flamme du soldat inconnu, établie en 1981 pour honorer les victimes de la Guerre russo-turque de 1877-1878.

#### Assemblée nationale

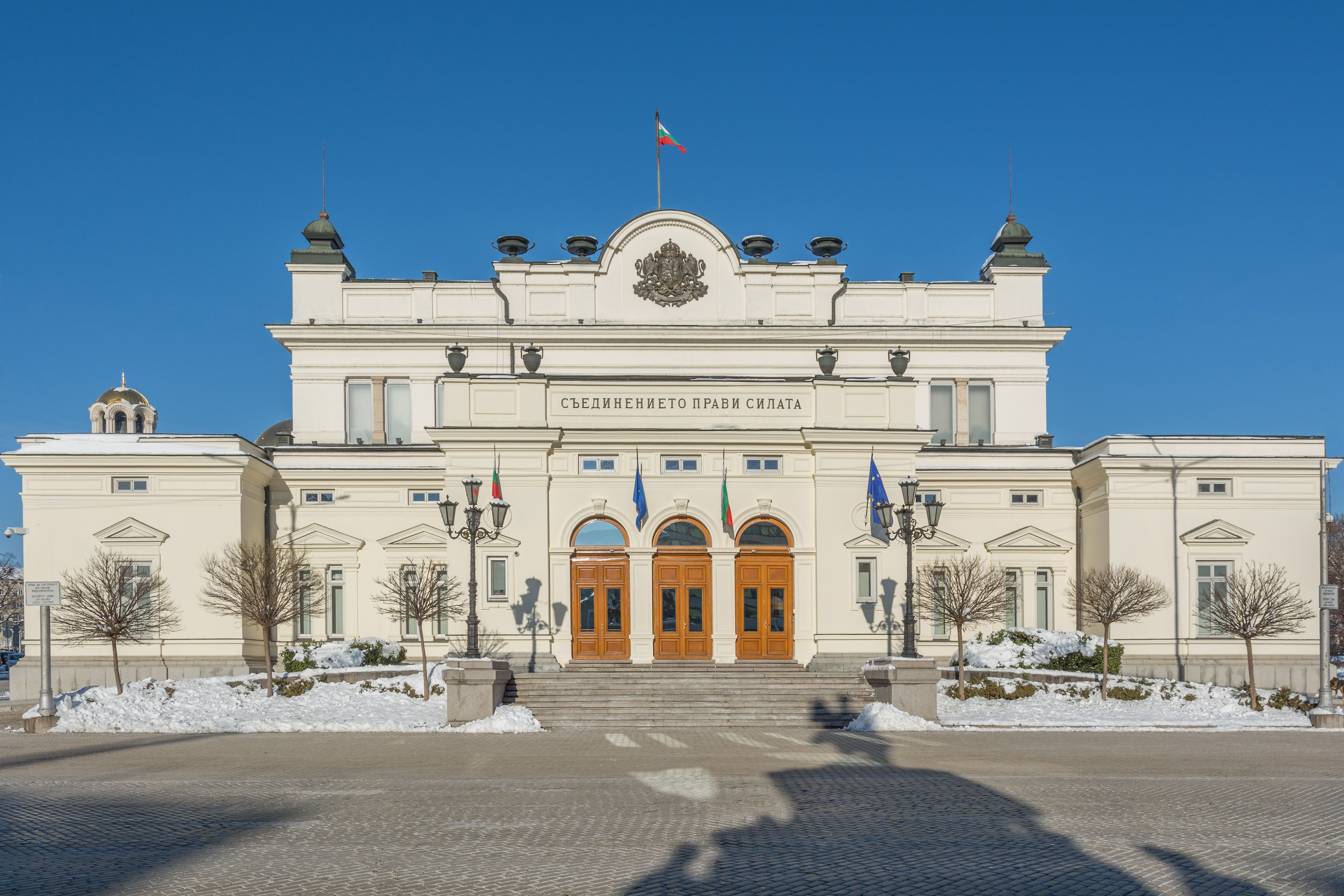
Sofia, l'Assemblée nationale

L'Assemblée nationale (Narodno Săbranie) fut construite en 3 étapes entre 1884 et 1928 et dessinée par un architecte bulgare qui vivait et travaillait à Vienne. La devise sur la façade signifie « l'union fait la force ». La place fut le théâtre de protestations et révoltes publiques, notamment de celles de 1997 qui mèneront à la chute du gouvernement socialiste, qui donna lieu à des détériorations.

### Musées

#### Galerie nationale des beaux-arts
La Galerie nationale des beaux-arts est le plus grand et le plus riche musée dans le pays. Il offre un panorama de l'art bulgare. Installé dans le bâtiment de l'ancien palais royal à Sofia (classé monument culturel en 1978) construit en 1882 qui abrite également le Musée national d'ethnologie.
Les collections d'art bulgare moderne, de la libération du pays de la domination ottomane (1878) jusqu’aux années 1990 comptent plus de 30 000 œuvres organisées dans trois grandes expositions : peintures de chevalet, estampes et sculptures.

#### Musée national d'ethnographie

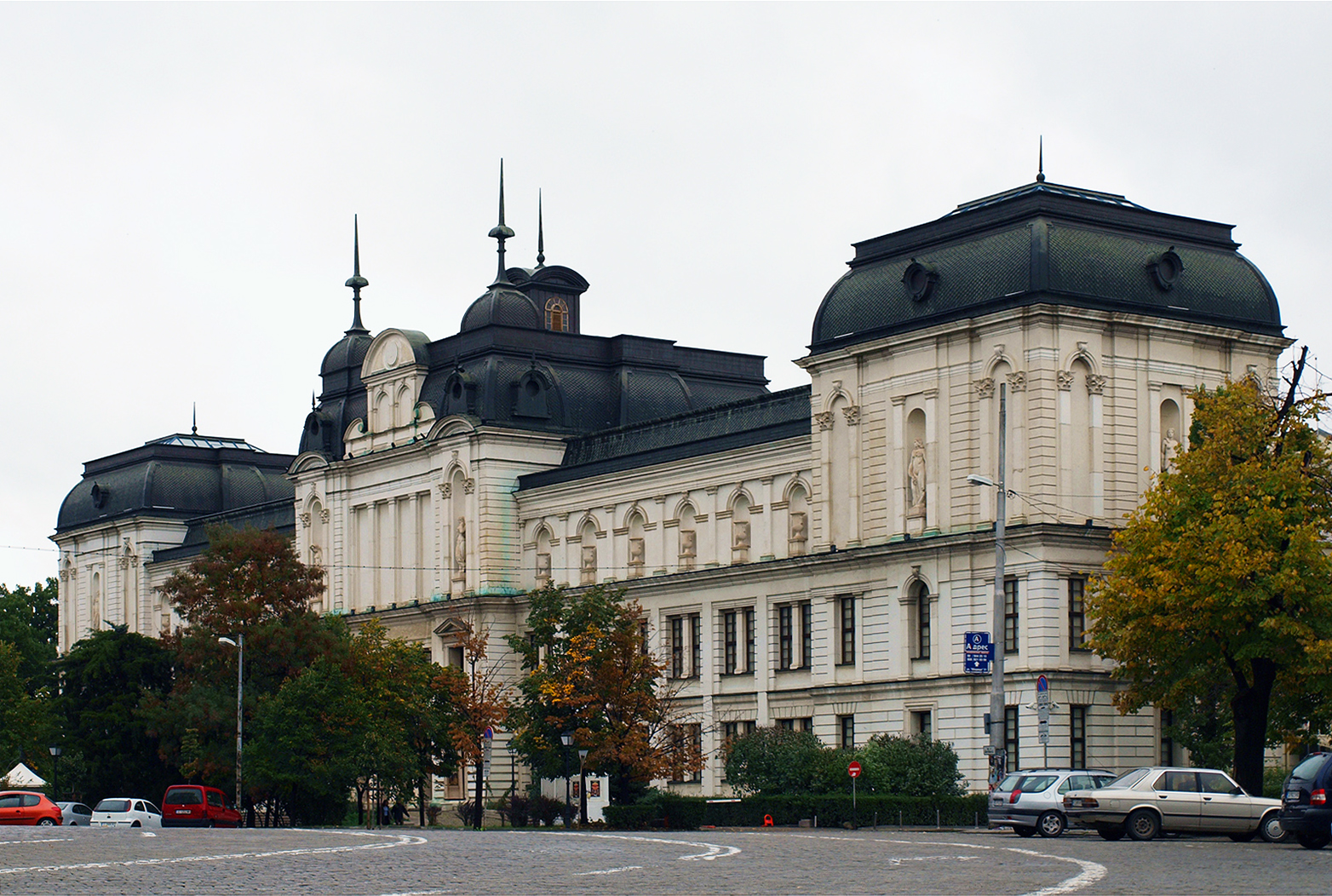
La galerie nationale des Beaux-Arts

Le Musée ethnographique expose des costumes, des instruments de musique et de l’artisanat.

#### Musée national d'archéologie
Installé dans une mosquée du XVe siècle, ce musée est géré par l’Académie des sciences bulgare. Les collections conservent des objets allant de la Préhistoire au Moyen Âge notamment dans la salle des trésors, située au premier étage, contenu de six tombeaux de guerre en provenance du nécropole de Trebenishte, en Macédoine du Nord, et les trois trésors thraces, d'importance mondiale.

#### Musée national d'histoire militaire
Le musée national d’histoire militaire expose des armes, des uniformes et des drapeaux. De nombreux chars, des avions et autres moyens de transport datant du début du XXe siècle sont exposés dans le jardin du musée.

#### Musée national d'histoire
Proche de l’église de Boyana, il a été installé en 2000, hors de la ville à la Résidence Boyana (la résidence officielle du dirigeant communiste Todor Jivkov). Le musée abrite une grande quantité d’objets, allant des premiers temps du peuplement en Bulgarie à l'époque contemporaine. On y trouve des bijoux thraces et des masques funéraires de la vallée des Rois, des effets personnels du révolutionnaire Vasil Levski ainsi que la constitution signée en 1879.

#### Musée Ivan-Vazov

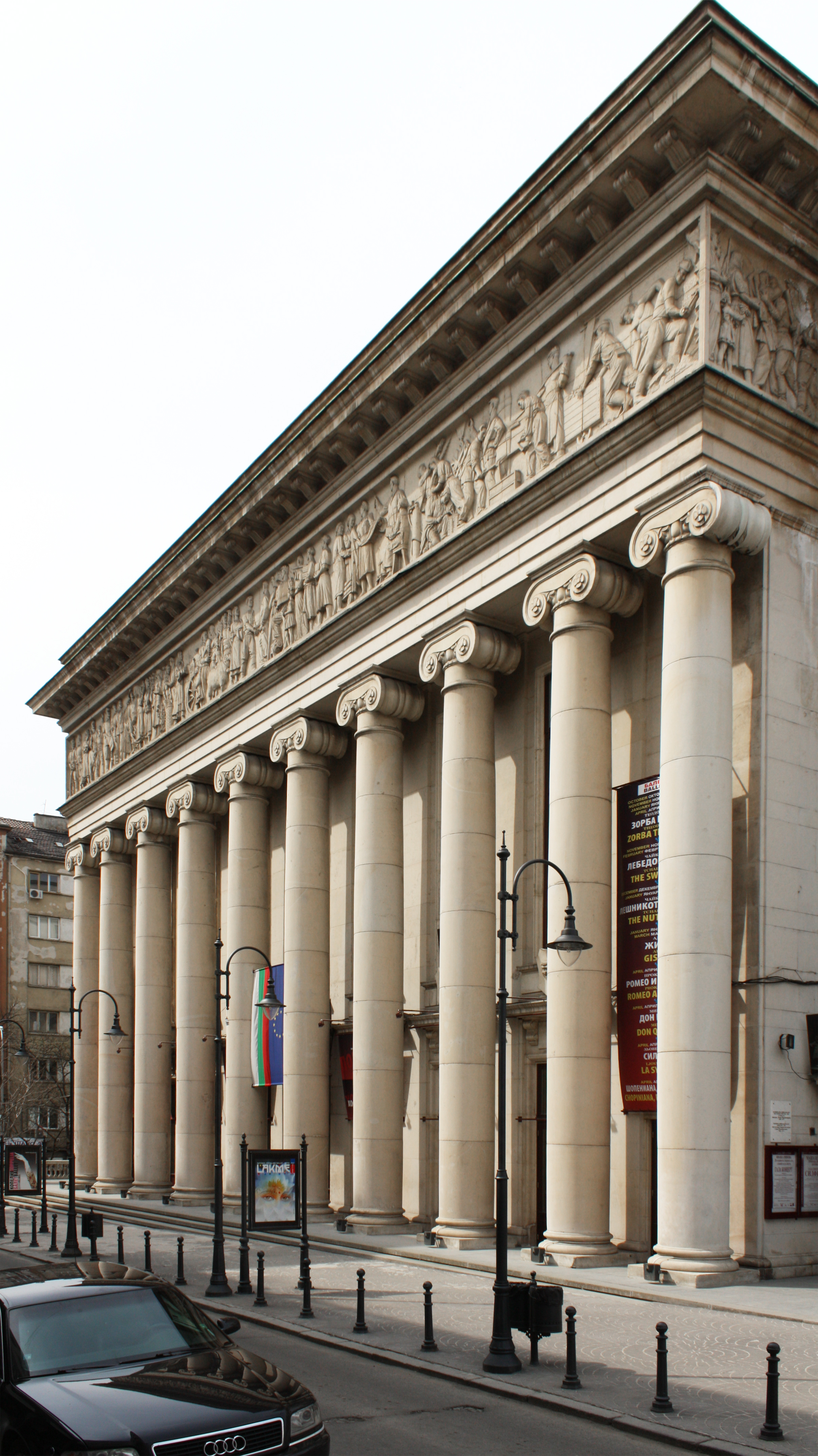
L'Opéra national.

Ivan Vazov est considéré comme l’écrivain bulgare le plus populaire qui vécut au tournant du XXe siècle. Ses œuvres comprennent des romans, de la littérature pour enfants, des poèmes et des pièces de théâtre. Presque tous les Bulgares peuvent réciter de mémoire son poème Az sam Bulgarche (« Je suis un petit bulgare »). Dans sa maison, sont exposés ses objets personnels, y compris son chien naturalisé.

#### Musée national d'histoire naturelle
Les collections  sont présentées dans seize salles sur quatre niveaux. Parmi pièces les plus  précieuses figurent la Conure de Caroline (ou Conure à tête jaune) (Conuropsis carolinensis), espèce originaire des États-Unis, disparue au début du XXe siècle, et des pierres lunaires. Sont exposées des collections de minéraux, d'animaux, des insectes…Dans une autre salle est présenté le processus de formation des métaux.

### Lieux de culture

#### Place Saint-Alexandre Nevski

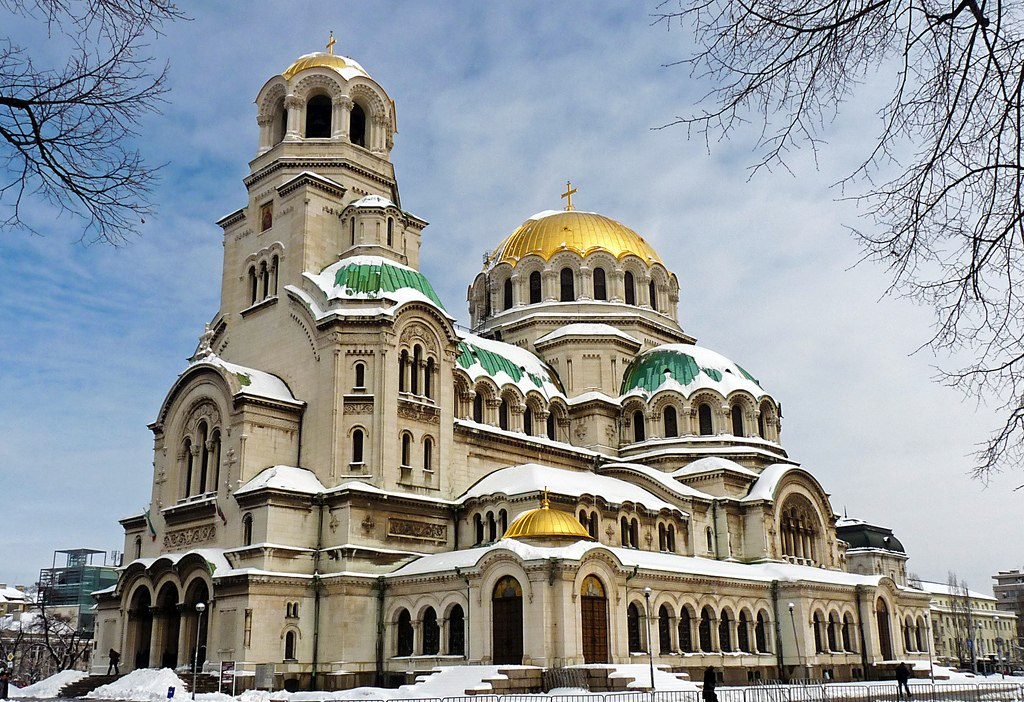
La cathédrale patriarcale de Saint-Alexandre Nevski

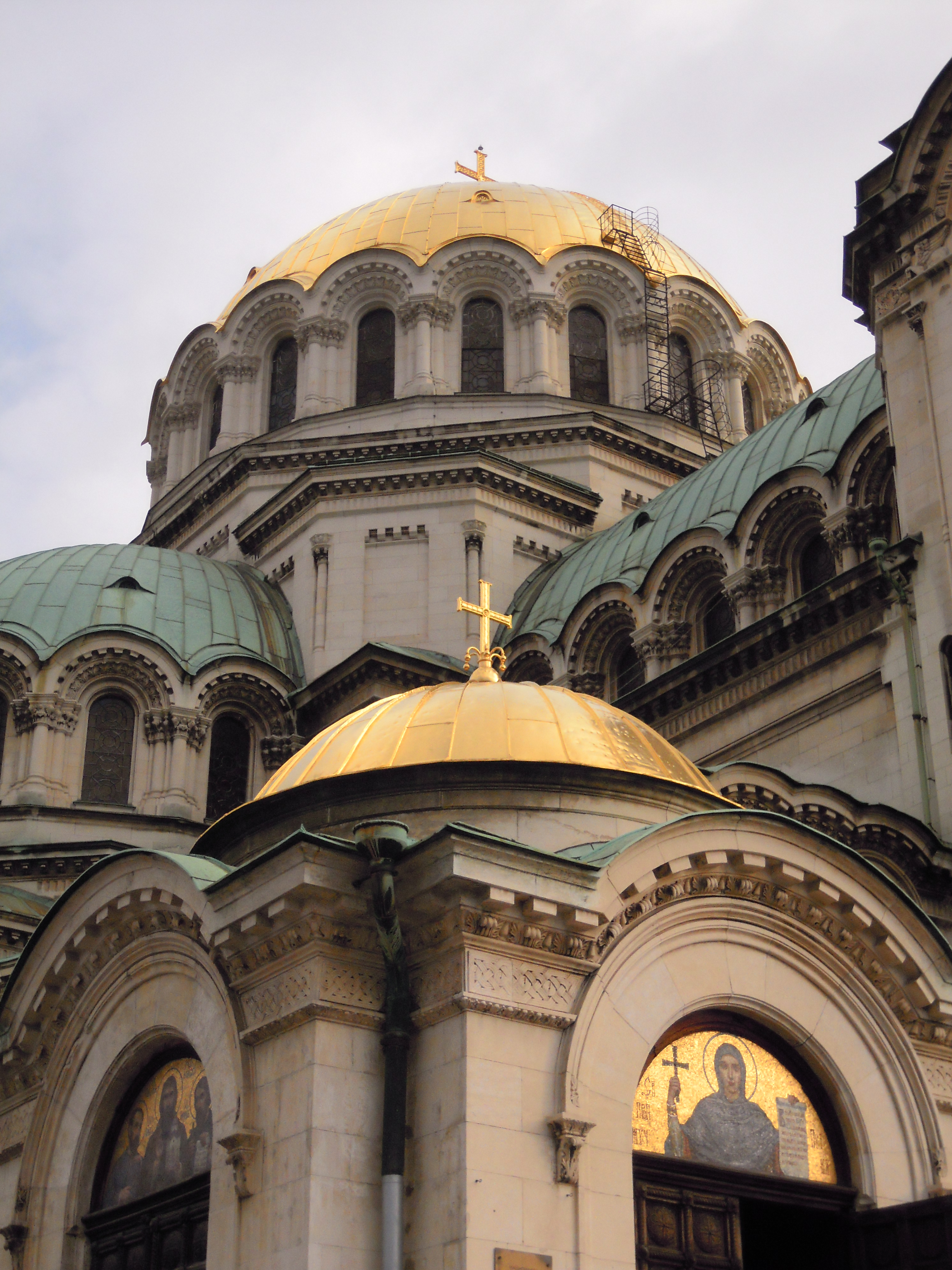
Détail de la cathédrale dédiée à Alexandre Nevski, Sofia.

La grande place autour de la cathédrale Alexandre Nevski et de la basilique Sainte Sofia se transforme en marché aux puces. D’un côté il y a les vieilles dames vendant leurs nappes en lin brodées et de l’autre les vendeurs de toutes sortes de souvenirs et œuvres d’art. Cette place est un lieu de cérémonies pour les dignitaires étrangers en visite officielle.
Non loin de là se trouve l’Opéra.

#### Université de Sofia
L’université de Sofia, un immeuble de style baroque, fut érigée dans les années 1920. Les deux statues assises devant sont celles de Evlogi et Hristo Georgiev, qui donnèrent la terre et les fonds pour construire le bâtiment.

#### Théâtre national Ivan-Vazov

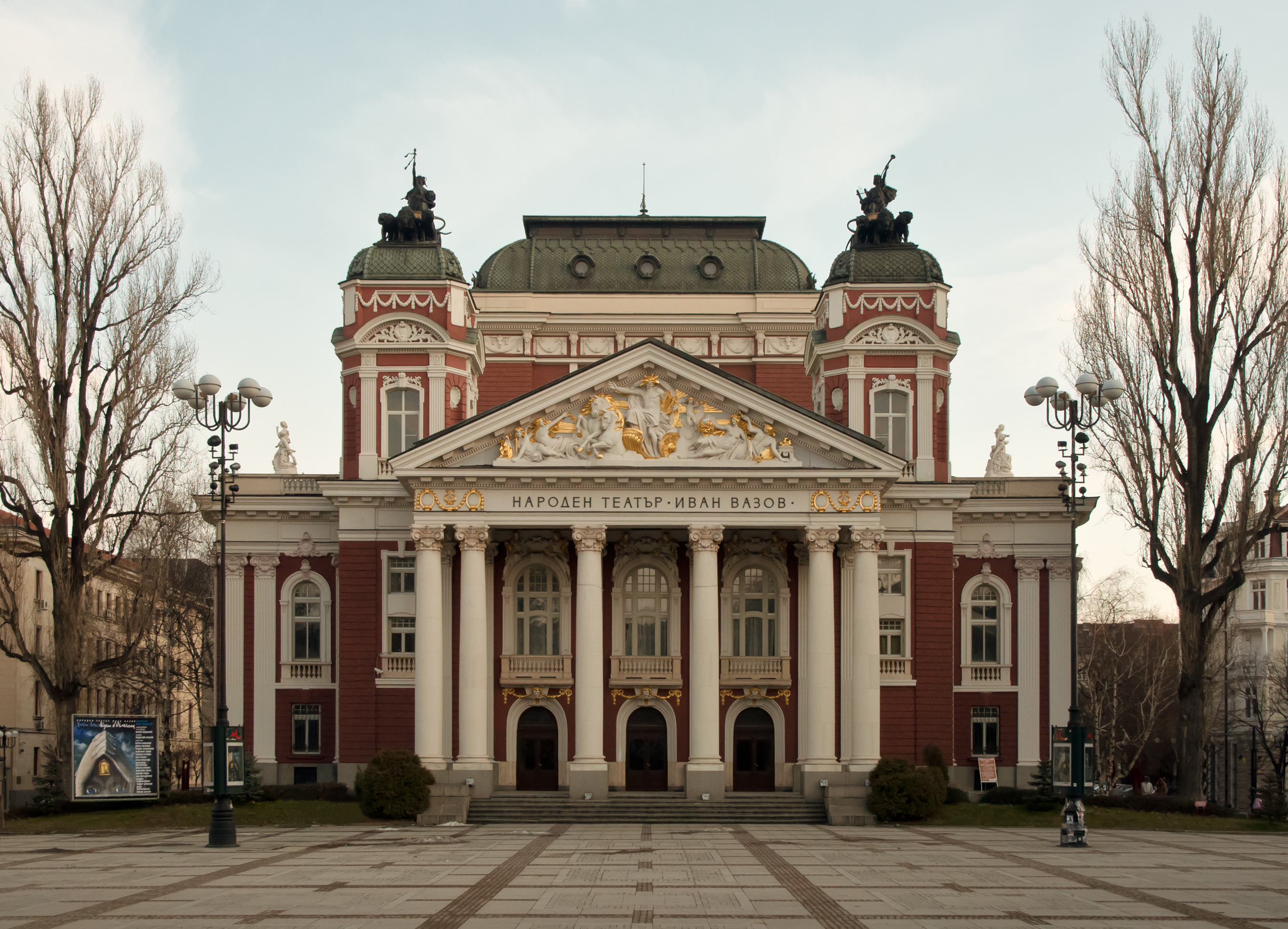
Le théâtre national Ivan-Vazov.

Le théâtre brûla entièrement en 1923, il fut donc totalement reconstruit sur les plans de l'architecte allemand Martin Dolfer et rouvert en 1929.

#### Bibliothèque nationale Cyrille et Méthode
La naissance au IXe siècle des premières bibliothèques, royales ou monastiques, est liée à l’œuvre des saints frères Cyrille et Méthode, qui créèrent l’alphabet cyrillique et traduisirent les livres saints en slavon d’église.
Parmi les premières institutions culturelles créées par les Bulgares après leur libération des Turcs, la Bibliothèque nationale Saints-Cyrille-et-Méthode fut inaugurée le 10 décembre 1878.
Devant la bibliothèque, se trouve la statue des deux frères Cyrille et Méthode.

#### Club militaire central
Bâtiment de style néo-Renaissance, le club militaire central est aujourd'hui un centre culturel et de théâtre. Il abrite aussi la bibliothèque militaire centrale.

### Hôpitaux
- UMBAL Sainte-Anne

## Musique
Sofia a reçu l'un des plus grands événements musicaux de l'univers Métal : un concert de la Sonisphère 2010 réunissant les Big Four of Thrash Metal. Un DVD y a été enregistré.

## Parcs et jardins publics

### Jardin public
Le Jardin public est situé au centre même de la capitale. Au milieu du jardin, en face du théâtre national Ivan-Vazov, il y a des fontaines, des jets d’eau à statue de danseuse, un terrain de jeux en bois pour les enfants et un ancien kiosque de journaux de la fin du XIXe siècle. C'est aussi un lieu prisé par les joueurs d'échecs. Des expositions de photographies sont souvent organisées dans les allées.

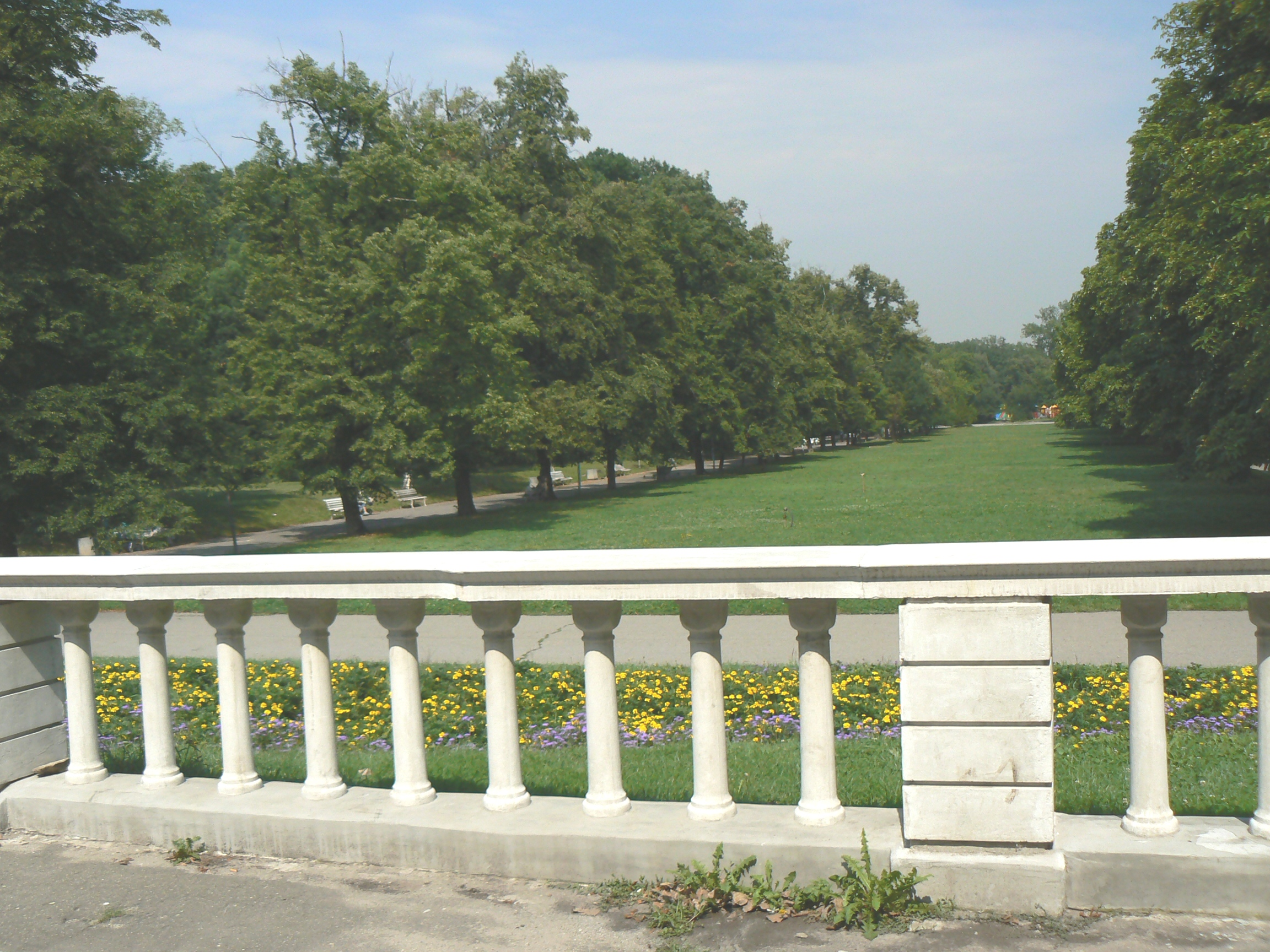
Vue de Borisova Gradina

Un prolongement du jardin est situé derrière la Galerie nationale des beaux-arts. Le terrain en pente est agrémenté d’une dizaine de statues et de beaucoup d’arbres anciens.

### Borisova Gradina (Jardins de Prince-Boris)
Créé en 1882, ce parc arboré est agrémenté d'un étang à nénuphars, du lac Ariana, du pont des Aigles. Y sont situés le monument à l'Armée rouge et l'obélisque de la Fraternité. Des dizaines de bustes et de statues des révolutionnaires, écrivains et poètes bulgares sont disséminés dans le parc. L'observatoire astronomique de l'université de Sofia y est également situé ainsi que des équipements sportifs (piscines, courts de tennis, etc.).

### Doktorska Gradina (Jardins des Docteurs)
Ce jardin public reconstruit et élargi de 1882 à 1884 entoure le monument élevé aux membres du corps médical russe qui ont péri au cours de la guerre de libération. En 1896, le Jardin des Docteurs fut replanté de plantes exotiques, en tant qu'annexe du Jardin botanique universitaire de Baltchik, sur la mer Noire.

### Youjen Park (Parc du Sud)
Il abrite 65 espèces d'oiseaux.

### Park Zaïmov (Parc du général Vladimir Zaïmov)
Appelé couramment Oborishte. Le long des allées sont établis ses cafés et des sculptures modernes. Dans le parc se trouve le Théâtre dramatique de Sofia.

### Zapaden Park (Parc de l'Ouest)
- Zapaden Park (bg)

### Zoo
Il existe 15 jardins zoologiques en Bulgarie. Le plus ancien et le plus grand en est celui de Sofia qui a été fondé en 1888. De nos jours, le jardin zoologique est  un vaste parc arboré qui abrite environ 2 200 animaux de 280 espèces du monde entier.

## Jumelages
| Ville | Ville                        | Pays | Pays              | Période                     |
| ----- | ---------------------------- | ---- | ----------------- | --------------------------- |
|       | Alger                        |      | Algérie           |                             |
|       | Amman                        |      | Jordanie          | depuis 2000                 |
|       | Ankara                       |      | Turquie           |                             |
|       | Athènes                      |      | Grèce             |                             |
|       | Berlin                       |      | Allemagne         |                             |
|       | Bratislava                   |      | Slovaquie         |                             |
|       | Bruxelles                    |      | Belgique          |                             |
|       | Bucarest                     |      | Roumanie          |                             |
|       | Bursa                        |      | Turquie           |                             |
|       | Erevan                       |      | Arménie           |                             |
|       | Helsinki                     |      | Finlande          |                             |
|       | Karlovac                     |      | Croatie           |                             |
|       | Kiev,                        |      | Ukraine           | depuis le 11 septembre 1997 |
|       | Londres                      |      | Royaume-Uni       |                             |
|       | Madrid                       |      | Espagne           |                             |
|       | Milan                        |      | Italie            |                             |
|       | Monterrey                    |      | Mexique           |                             |
|       | Moscou                       |      | Russie            |                             |
|       | Pittsburgh                   |      | États-Unis        |                             |
|       | Prague                       |      | Tchéquie          |                             |
|       | Région de Bruxelles-Capitale |      | Belgique          |                             |
|       | Saint-Pétersbourg            |      | Russie            |                             |
|       | Salalah                      |      | Oman              |                             |
|       | Sidon                        |      | Liban             |                             |
|       | Skopje                       |      | Macédoine du Nord |                             |
|       | Tbilissi,                    |      | Géorgie           | depuis 2016                 |
|       | Tel Aviv                     |      | Israël            |                             |
|       | Tirana                       |      | Albanie           |                             |
|       | Varsovie                     |      | Pologne           |                             |
|       | Vienne                       |      | Autriche          |                             |
|       | Ílhavo                       |      | Portugal          |                             |

## Personnalités liées à la ville
- Dobri Khristov (1875-1941), compositeur, chef d'orchestre et de chœur, musicologue et professeur de musique au conservatoire de Sofia.
- Boris III (1894-1943), roi des Bulgares.
- Kiril de Preslav (1895-1945), régent de Bulgarie.
- Traïcho Kostov (1897-1949), homme politique bulgare.
- Krum Lekarski (1898-1981), cavalier bulgare, y est mort.
- César Covo (1912-2015), résistant français.
- Liliana Bareva (1922-), soprano bulgare.
- Nora Nova (1928-2022), chanteuse bulgaro-allemande.
- Yordan Raditchkov (1929-2004), écrivain bulgare.
- Guéorgui Markov (1929-1978), écrivain, et dissident politique bulgare.
- Siméon II (1937-), roi des Bulgares.
- Tzvetan Todorov (1939-2017), essayiste, philosophe et historien français.
- Gueorgui Asparoukhov (1943-1971), meilleur footballeur bulgare du XXe siècle.
- Irina Bokova (1952-), ex-directrice générale de l'UNESCO.
- Valentin Raychev (1953-), lutteur, champion olympique.
- Georgi Raykov (1953-2006), champion olympique de lutte gréco-romaine.
- Nikolina Shtereva (1955-), athlète bulgare, médaillée olympique.
- Tanya Dangalakova (1964-), nageuse bulgare médaillée olympique.
- Manuela Maleeva (1967-), joueuse de tennis bulgare puis suisse.
- Iana Boukova (1968-), poétesse, écrivaine et essayiste bulgare.
- Adriana Dunavska (1970-), gymnaste rythmique bulgare, médaillée olympique.
- Evgenia Radanova (1977-), patineuse de vitesse bulgare, médaillée olympique.
- Stefan Stoev (1977-), entrepreneur.
- Lubomira Rochet (1977-), économiste, CDO de l'Oréal.
- Mina Andreeva (1983-), ancienne porte-parole du président de la Commission européenne.
- Andrea (1987-), chanteuse bulgare.
- Nina Dobrev (1989-), actrice bulgaro-canadienne.
- Denitsa Ikonomova (1987-), danseuse et chorégraphe bulgare.
- Dia Evtimova (1987-), joueuse de tennis professionnelle.
- Vincent Vinel (1995-), auteur-compositeur-interprète né à Sofia.
- Belka Beleva (1927-2012), actrice et espérantiste bulgare.
- Viktoriya Tomova (1995-), joueuse de tennis professionnelle, athlète olympique.
- Julia Terziyska (1996-), joueuse de tennis professionnelle.
- Lia Karatencheva (2003-), joueuse de tennis professionnelle.

## Galerie

La cathédrale patriarcale de Saint Alexandre Nevski
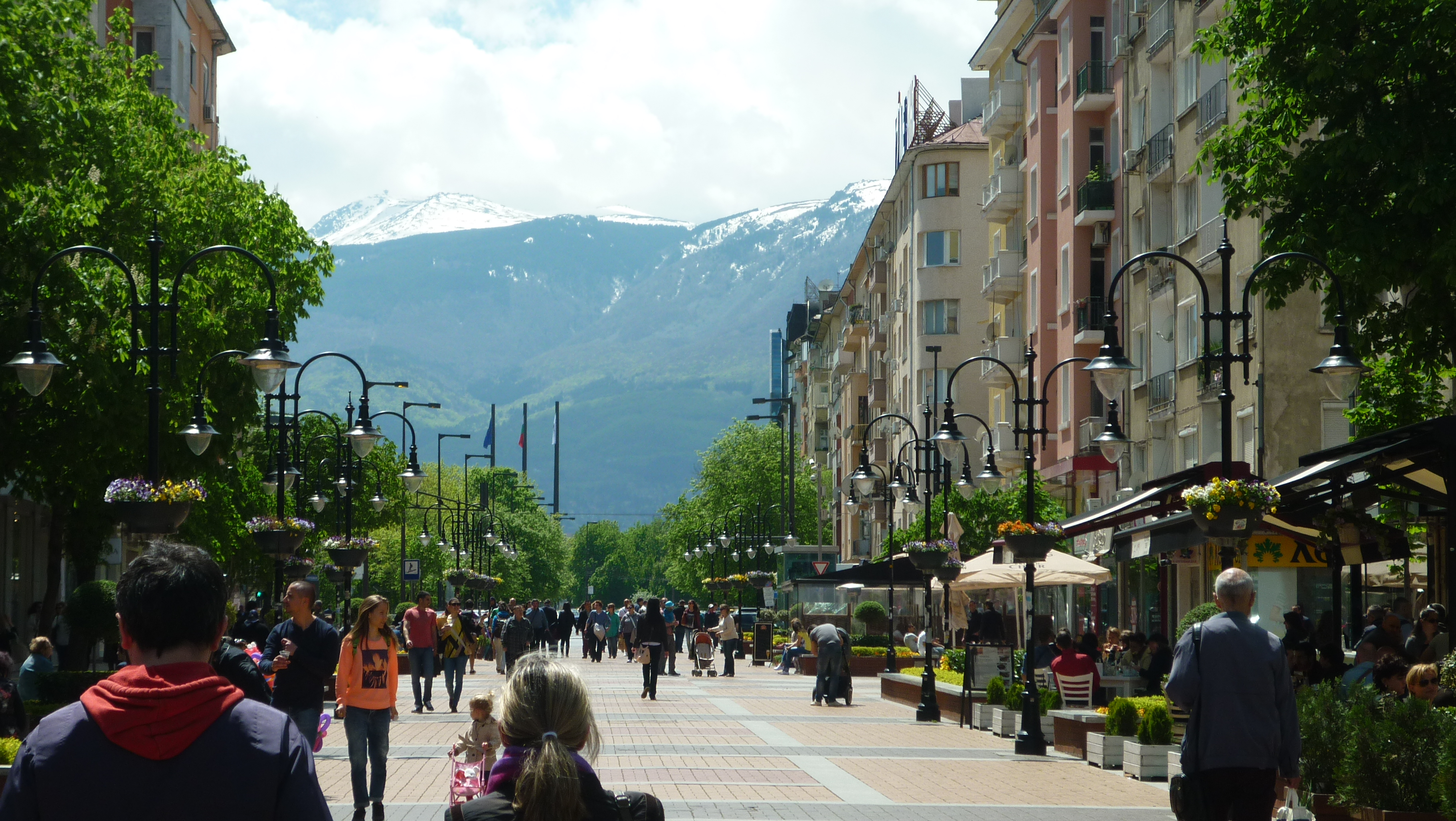
Le boulevard piétonnier de Vitocha
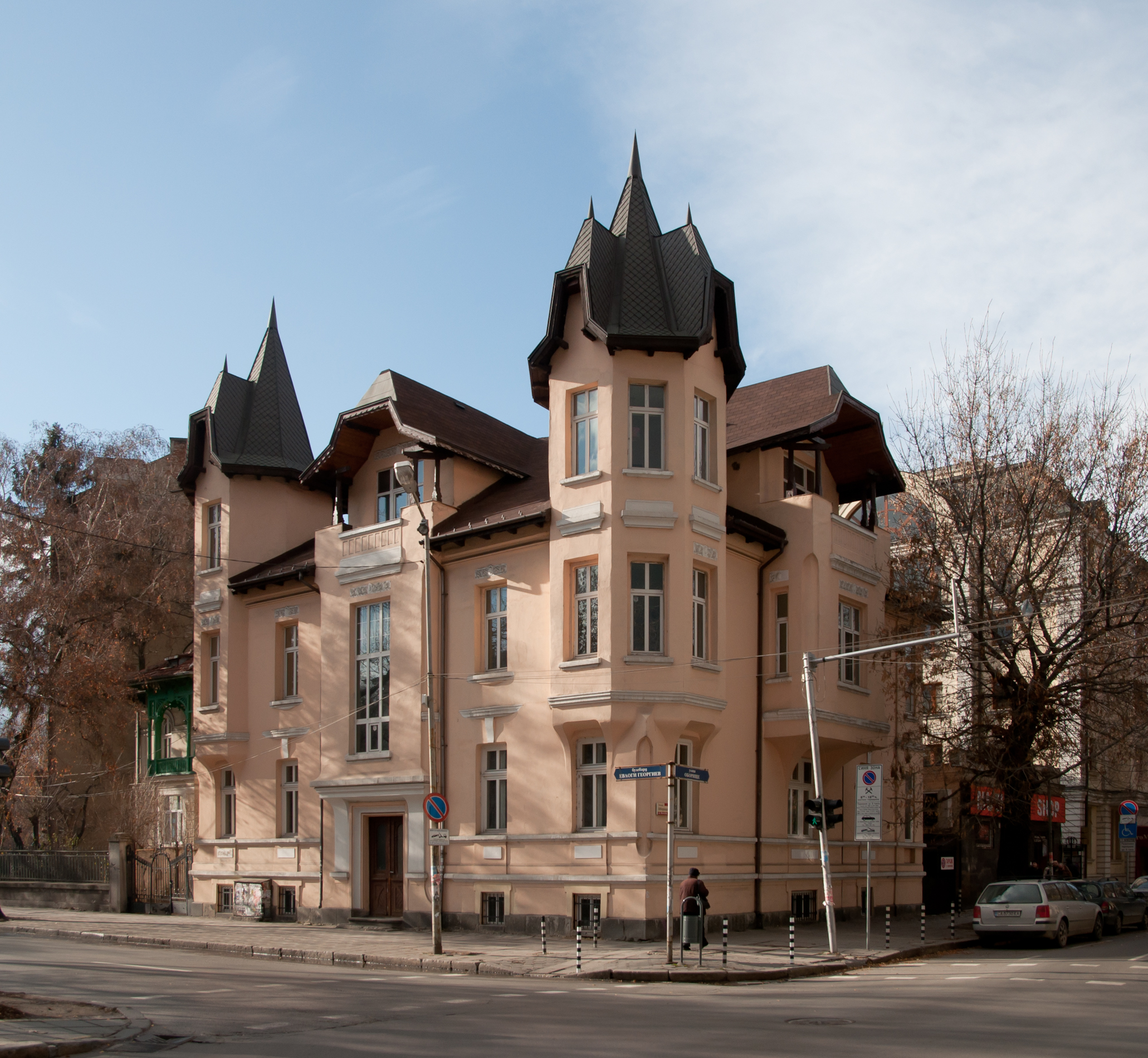
La maison de la famille Parouchevi en style alpin
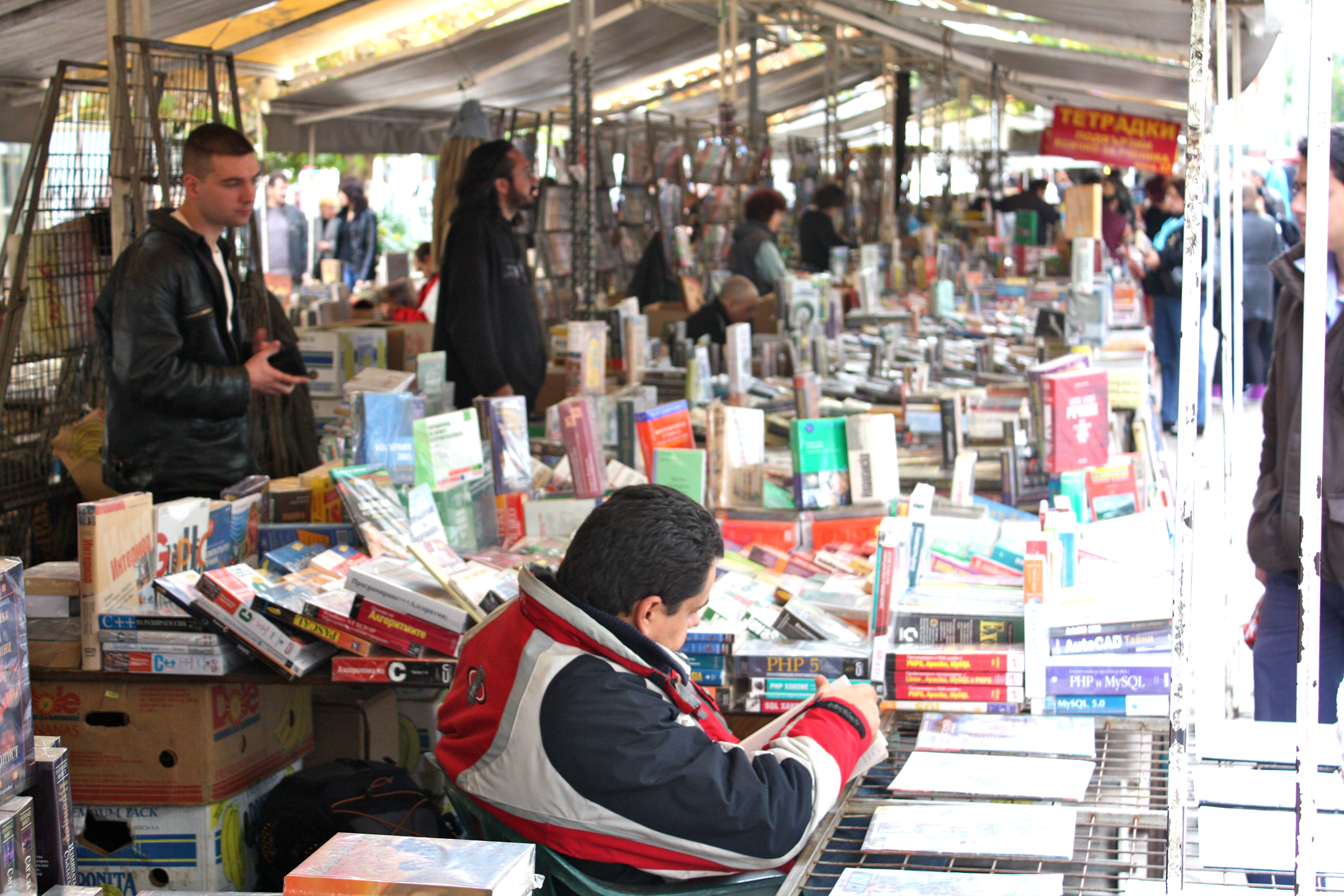
Le marché aux livres sur la place Slaveïkov
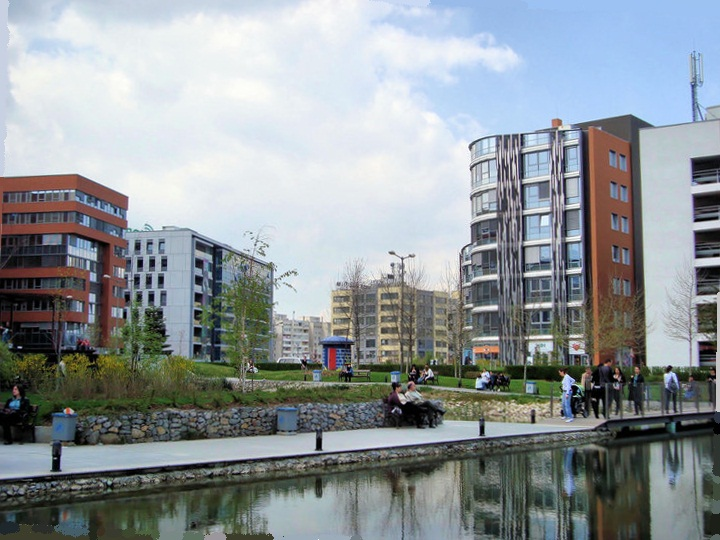
Business Park Sofia, un quartier d'affaires
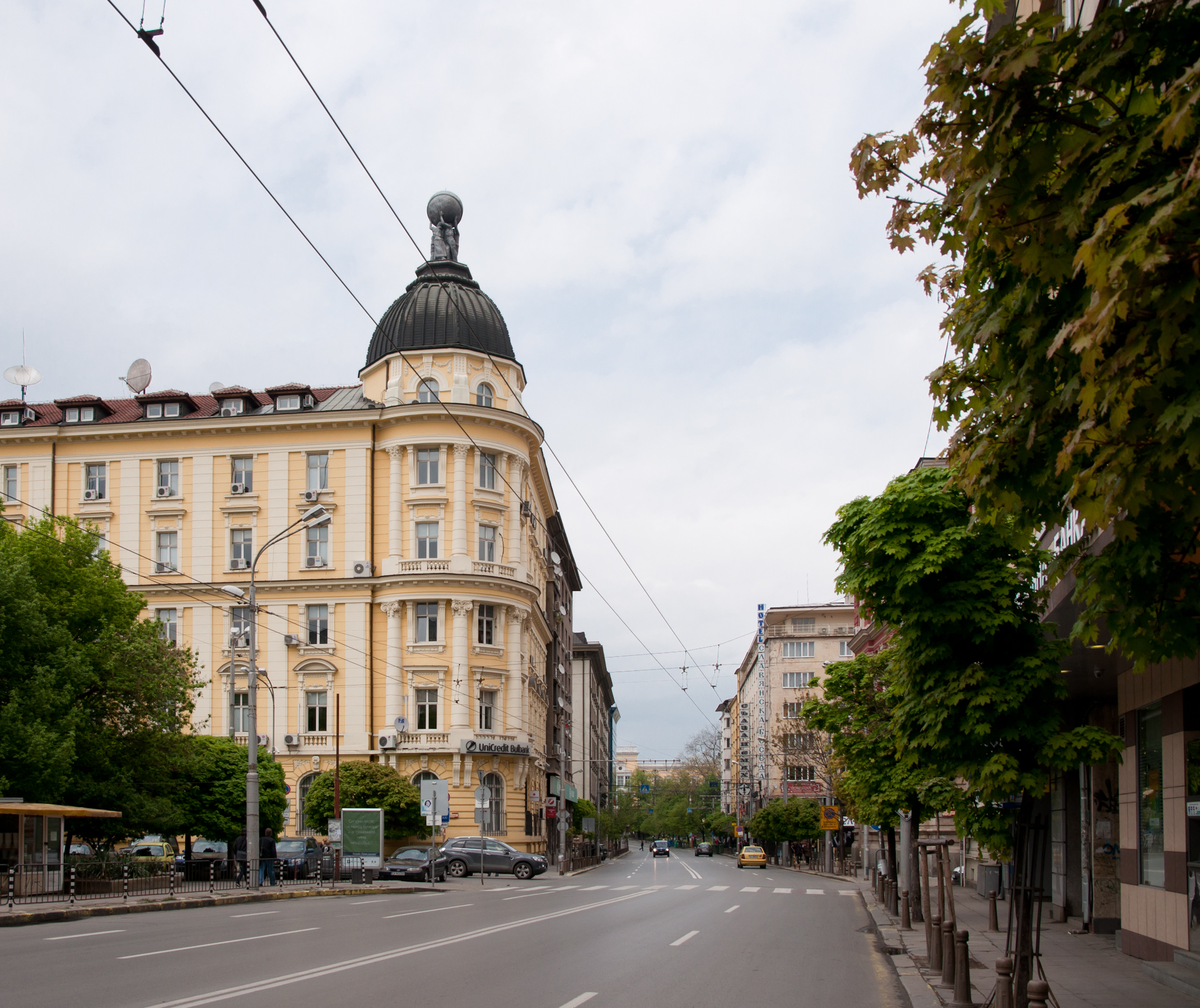
La rue de Rakovski, Au fond, l'édifice hébergeant une succursale de l'Unicredit Bulbank.
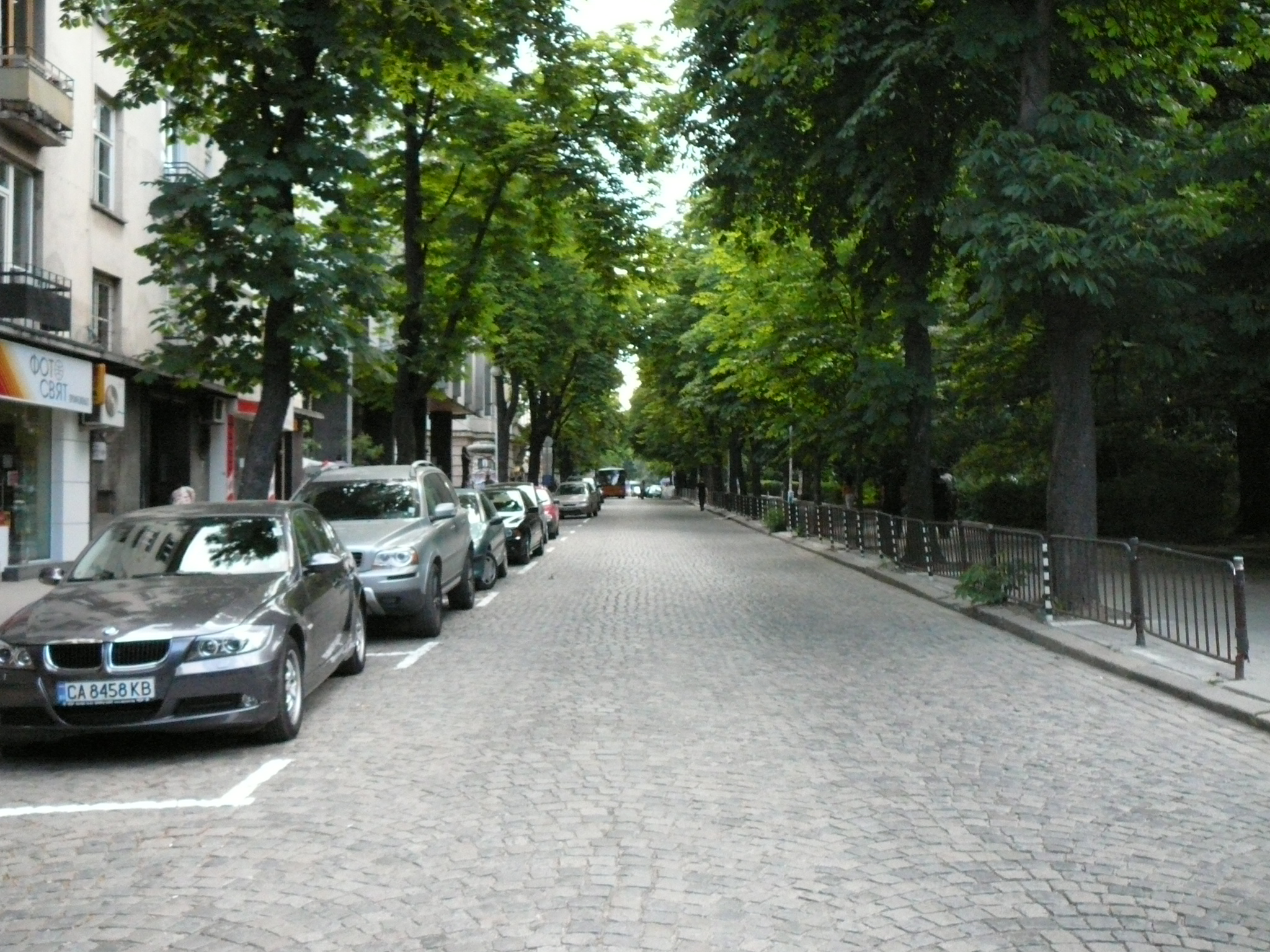
La rue de Šipka /Chipka/, côtoyant la Doktorska gradina /Jardin aux Médecins/.
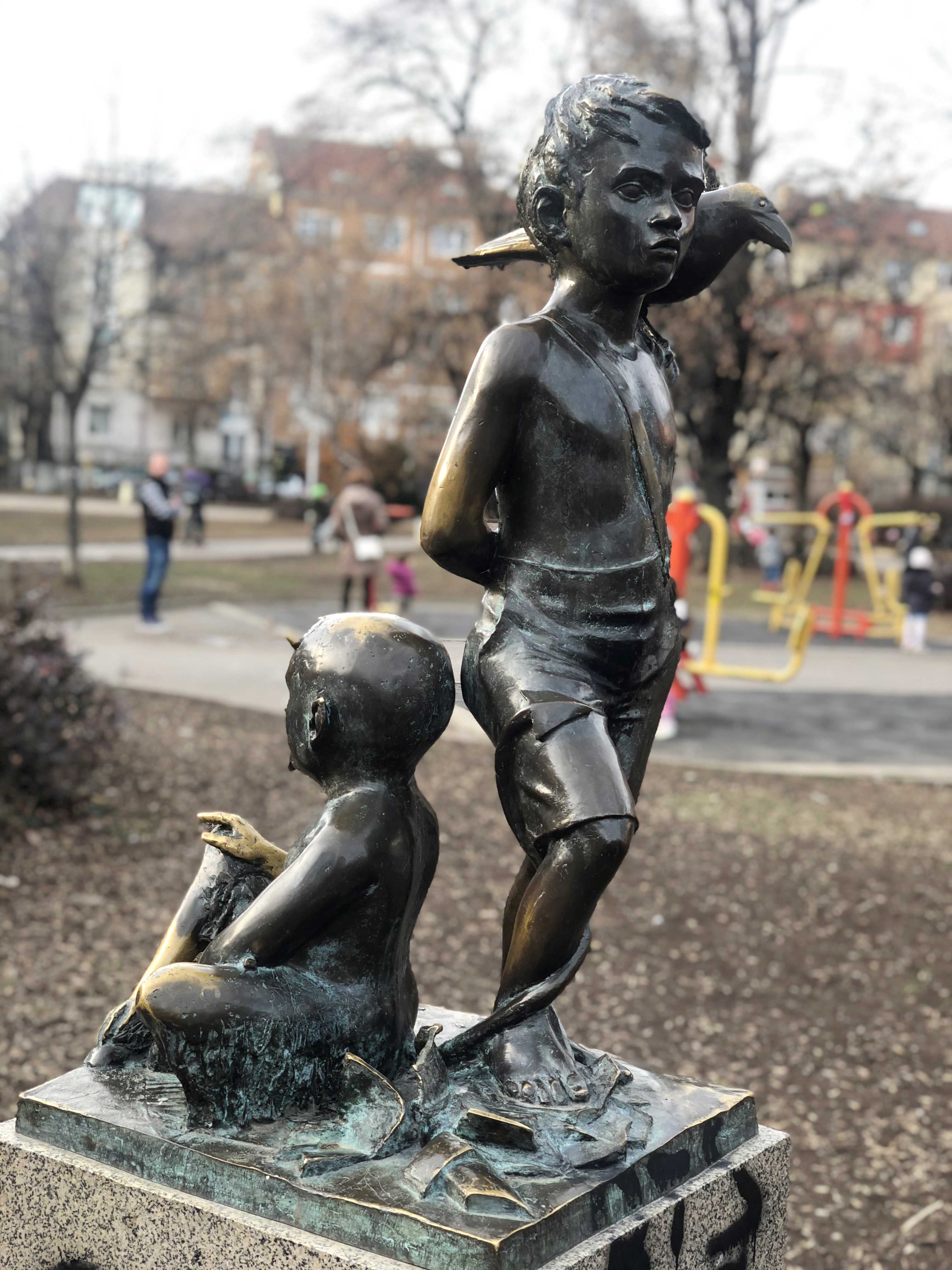
"Jan Bibijan et le Devil Fut", composition sculpturale de Nikolai Nikolov-Zikov